# Cosworth HB

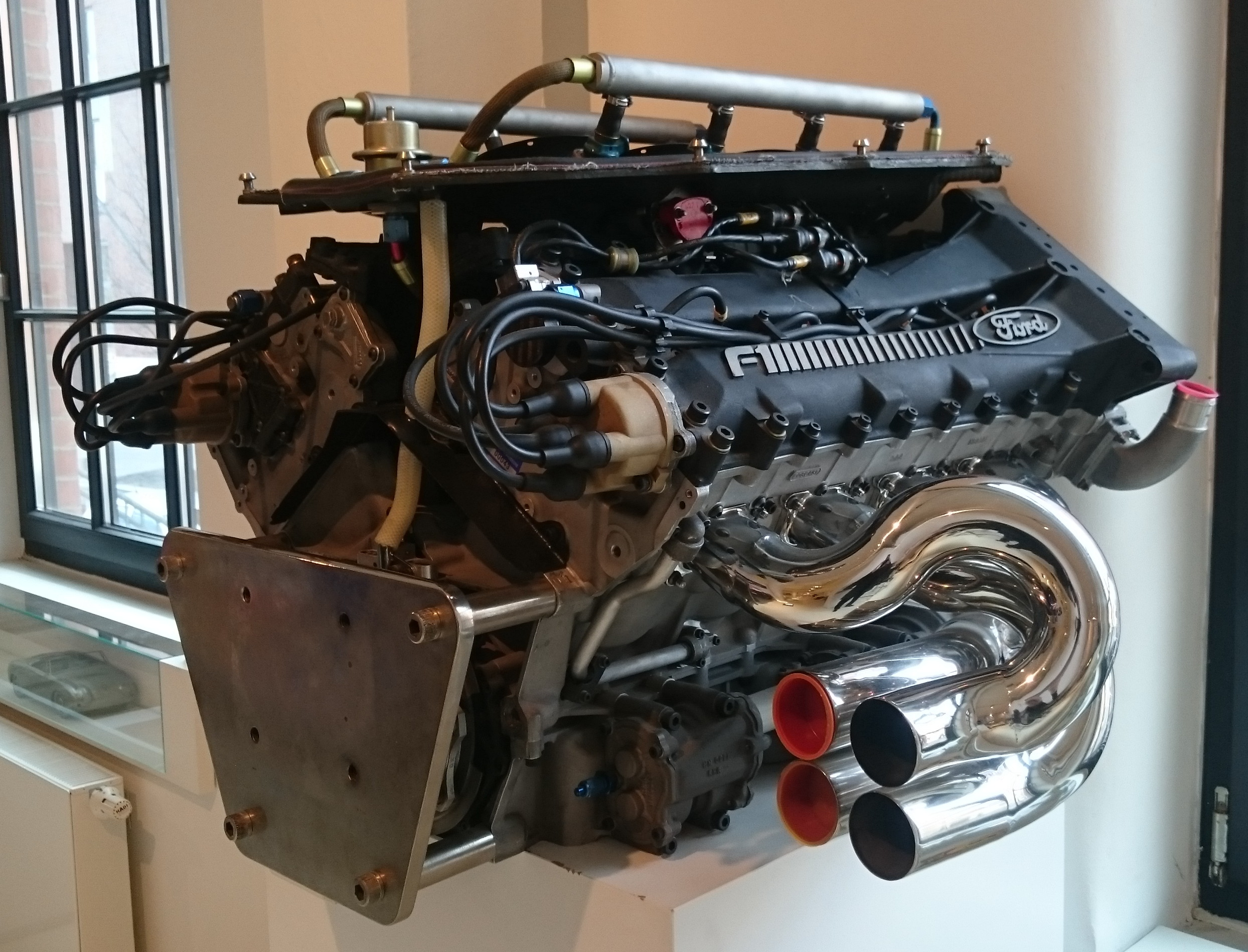
Cosworth HB IV (1991)

Der Cosworth HB (auch: Ford HB) ist ein von Cosworth konstruierter und von Ford finanzierter Achtzylinder-Saugmotor für die Formel 1, der in der 3,5-Liter-Ära von 1989 bis 1994 zum Einsatz kam. Er war Cosworths erster komplett neu konstruierter Formel-1-Saugmotor seit dem DFV von 1967 und löste schrittweise dessen 1987 erschienene Weiterentwicklungen DFZ und DFR ab. Im Laufe der Jahre entstanden acht verschiedene Entwicklungsstufen, die sich teilweise erheblich voneinander unterschieden. Obwohl der HB-Motor nach den ursprünglichen Planungen allein dem Benetton-Team zur Verfügung stehen sollte, lieferte Cosworth ab 1991 einige ältere Versionen auch an mehr als ein halbes Dutzend Kundenteams. Nur Benetton und McLaren gewannen mit dem HB-Motor einige Weltmeisterschaftsläufe; die übrigen Teams erreichten nur Positionierungen außerhalb der Podiumsplätze.

## Entstehungsgeschichte

Konstrukteur des HB: Cosworth

Financier: Ford

### Neustart in der neuen Saugmotorformel
Der 1958 von Keith Duckworth und Mike Costin gegründete britische Motorenhersteller Cosworth war von 1967 an 17 Jahre lang mit dem 3,0 Liter großen Saugmotor DFV in der Formel-1-Weltmeisterschaft vertreten. Der von Ford finanzierte DFV war frei verfügbar und dominierte die Formel 1 der 1970er-Jahre. Mit 155 gewonnenen Weltmeisterschaftsläufen, 12 Fahrer- und 10 Konstrukteurstiteln zwischen 1967 und 1983 ist er der erfolgreichste Motor in der Geschichte der Formel 1. Keinem anderen Hersteller gelang es in dieser Zeit, einen ähnlich wettbewerbsfähigen Saugmotor zu konstruieren. Erst durch das Aufkommen der Turbomotoren ab 1977 geriet der DFV allmählich ins Hintertreffen. In den frühen 1980er-Jahren stellten die Formel-1-Teams nach und nach auf Turbomotoren um; in der Saison 1986 waren schließlich nur noch Turbomotoren zugelassen. Cosworth hatte hier den aufgeladenen GBA im Programm, der allerdings anders als der DFV nur ausgewählten Kunden zur Verfügung stand. Als die FIA im Oktober 1986 überraschend entschied, ab der Saison 1987 neben den Turbos wieder herkömmliche Saugmotoren – nunmehr mit 3,5 Liter Hubraum – zuzulassen, war Cosworth der einzige Motorenhersteller, der kurzfristig auf diese Regeländerung reagieren konnte. Aus dem 1966 konstruierten DFV-Block wurde innerhalb von drei Monaten eine 3,5-Liter-Variante entwickelt, die die Bezeichnung DFZ erhielt. Der schnell gebaute DFZ war eine Interimslösung. 1988 erschien die weiterentwickelte Version DFR, die nach wie vor auf dem DFV basierte. In seinem ersten Jahr erhielt Benetton den DFR-Motor exklusiv, danach war er in verschiedenen Varianten bis 1991 bei 14 zumeist kleineren Teams als Kundenmotor im Einsatz.
Ford und Cosworth erkannten frühzeitig, dass auch der DFR nicht dauerhaft mit den neuen Zehn- und Zwölfzylindermotoren von Ferrari, Honda oder Renault konkurrieren konnte. Anfang 1988 fiel daher die Entscheidung für die Entwicklung eines komplett neuen Saugmotors. Nach der Festlegung des Konzepts entstanden im Mai 1988 erste Zeichnungen des als HB bezeichneten Motors, im Dezember 1988 liefen die ersten Blöcke auf dem Prüfstand, und beim Großen Preis von Frankreich im Juli 1989 ging der HB in den Rennbetrieb.

### Werks- und Kundenmotoren

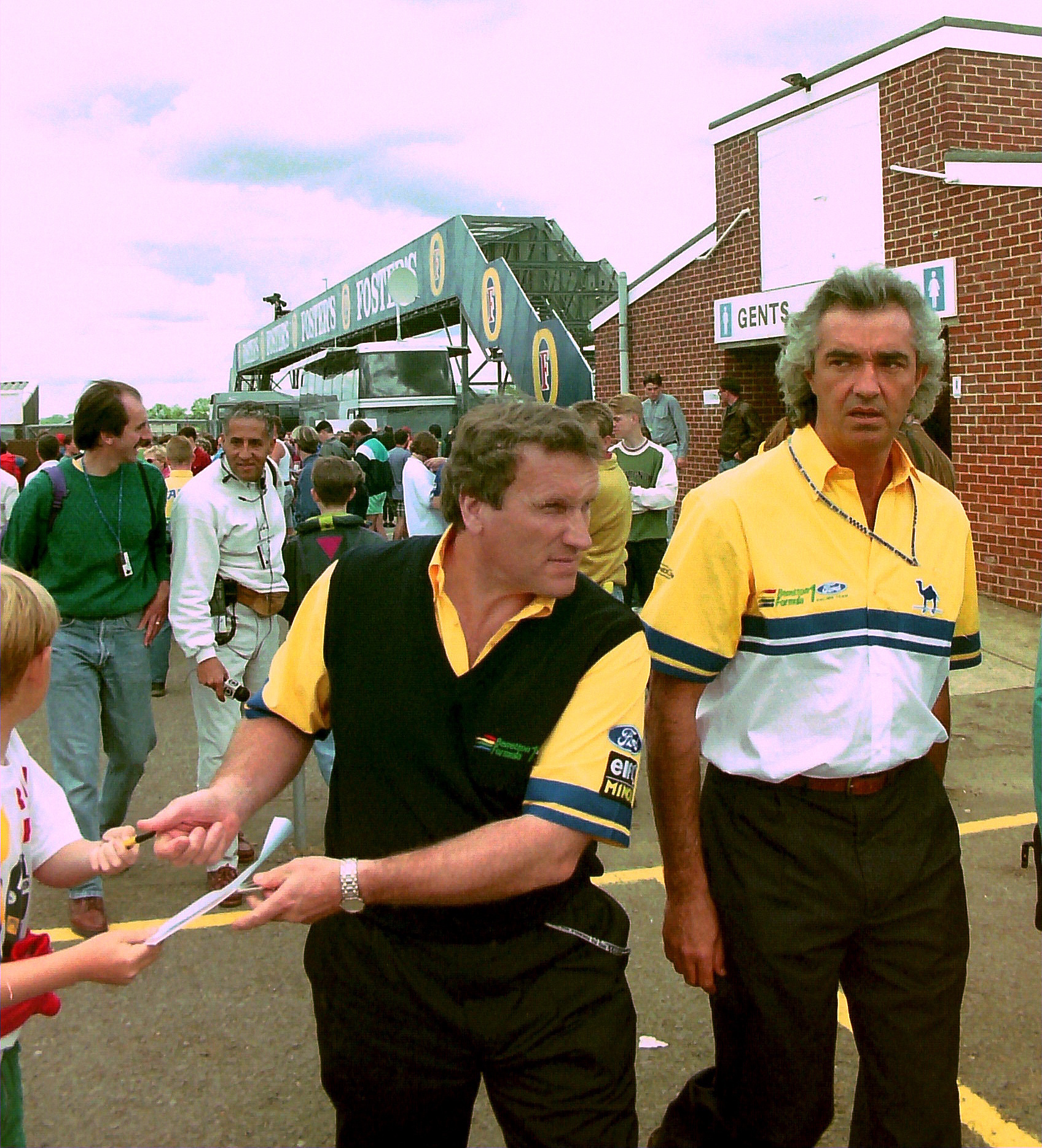
Leiter des Vorzugskunden Benetton: Tom Walkinshaw und Flavio Briatore (1993)

Die HB-Motoren sollten nach den ursprünglichen Planungen als sogenannte Werksmotoren dauerhaft nur dem Benetton-Team zur Verfügung stehen, während Kundenteams ausschließlich mit den alten DFZ- und DFR-Motoren beliefert werden sollten. Obwohl sich Teams wie Lotus und Tyrrell bereits im Frühjahr 1989 um Kunden-HBs bemühten, hielten Ford und Cosworth auf Druck von Benetton bis Ende 1990 an dieser Zweiteilung fest. Insbesondere Ford war allerdings mit den Resultaten Benettons nicht zufrieden. Zwar beendete Benetton die Saison 1990 als Dritter der Konstrukteurswertung; 1990 hatte das Team aber wiederholt das Nachsehen gegenüber der Tyrrell Racing Organisation gehabt, deren Autos in einigen Qualifyings mit alten DFR-Motoren schneller gewesen waren als die Benettons mit den HB-Blöcken. Da Benetton außerdem 1990 nur zwei Rennen gewonnen hatte, wuchs im Herbst 1990 bei Cosworth und Ford die Bereitschaft, den HB-Motor 1991 auch mindestens einem weiteren Team zur Verfügung zu stellen. Die Wahl fiel auf den Formel-1-Debütanten Jordan Grand Prix, von dem Benetton keine Gefahren erwartete. Nach nur einem Jahr gab Jordan die HB-Motoren auf. Für 1992 verlangte Benetton erneut eine exklusive Belieferung mit HB-Motoren. Deshalb und weil außerdem die bisherigen Kundenmotoren vom Typ DFR nicht mehr konkurrenzfähig waren, erklärte Ford im Herbst 1991 zunächst, das Kundenmotorgeschäft zum Saisonende komplett einzustellen und sich ausschließlich auf Benetton zu konzentrieren. Im Dezember 1991 allerdings kam es zu einer Kehrtwende: Weil bei einigen kleinen Teams weiterhin Bedarf bestand, stellten Ford und Cosworth auch ab 1992 weiter Kundenmotoren zur Verfügung. Das Kundenmotorgeschäft wurde nun mit den HB-Blöcken betrieben, allerdings lagen die Kunden-HBs zumindest eine oder mehrere Entwicklungsstufen hinter den Werksmotoren Benettons. Außerdem wurden die Kundenmotoren bis 1993 im Regelfall nicht bei Cosworth selbst, sondern bei Grand Prix Engines Services (GPES) gewartet, einem Tochterunternehmen von Tom Walkinshaw Racing (TWR). Eigenständige Kundenmotoren lieferte daneben zunächst noch John Judds Unternehmen Engine Developments. Sie waren günstiger als Cosworths HB-Motoren, standen aber ab 1993 nicht mehr zur Verfügung, weil sich Judd ab 1993 auf die Bereitstellung von Yamaha-Motoren für Tyrrell spezialisierte. 
Das Nebeneinander von Benettons Werks-HBs und Kunden-HBs bestand bis 1993. Aufgebrochen wurde es erst 1993 durch das Kundenteam McLaren, das nachdrücklich die Belieferung mit gleichwertigen Motoren verlangte und ab Mitte der Saison auch durchsetzen konnte. Spätestens 1994 war der HB aber bedeutungslos. Nur noch kleine, wirtschaftlich schwach aufgestellte Teams, die keinen Zugriff auf Werksmotoren hatten, setzten ihn in Ermangelung von Alternativen ein. Der HB war zum „Motor der Armen“ geworden.

### Weitere Entwicklung
Ab 1991 arbeitete Cosworth an einem Nachfolger für die HB-Reihe. Anfängliche Überlegungen waren auf einen Zwölfzylindermotor gerichtet; entsprechende Pressemitteilungen wurden anlässlich des Großen Preises von Kanada 1991 verbreitet und bis ins Frühjahr 1992 hinein wiederholt. Nachdem Cosworth bereits einige Detailentwicklungen durchgeführt hatte, wurde das Zwölfzylinderprojekt allerdings 1992 aufgegeben. Der Nachfolger der HB war stattdessen wiederum ein Achtzylindermotor, der einige Detaillösungen des nicht realisierten V-12-Cosworth übernahm. Er erschien 1994 exklusiv bei Benetton und trug die werksinterne Bezeichnung EC, wurde aber als Ford Zetec-R vermarktet. Mit dem EC gewann Benetton-Pilot Michael Schumacher in diesem Jahr seine erste Fahrerweltmeisterschaft. Der HB lief parallel dazu bis zum Ende der Saison 1994 weiter bei den Kundenteams. Danach war er veraltet, weil die FIA unter dem Eindruck der tödlichen Unfälle Roland Ratzenbergers und Ayrton Sennas beim Großen Preis von San Marino 1994 für die Saison 1995 das Hubraumlimit auf 3,0 Liter reduzierte. Allerdings konstruierte Cosworth auf der Basis des HB den Cosworth ED, der neben den leistungsstärkeren Zetec-Motoren von 1995 bis 1997 als reiner Kundenmotor im Programm war.

## Technik

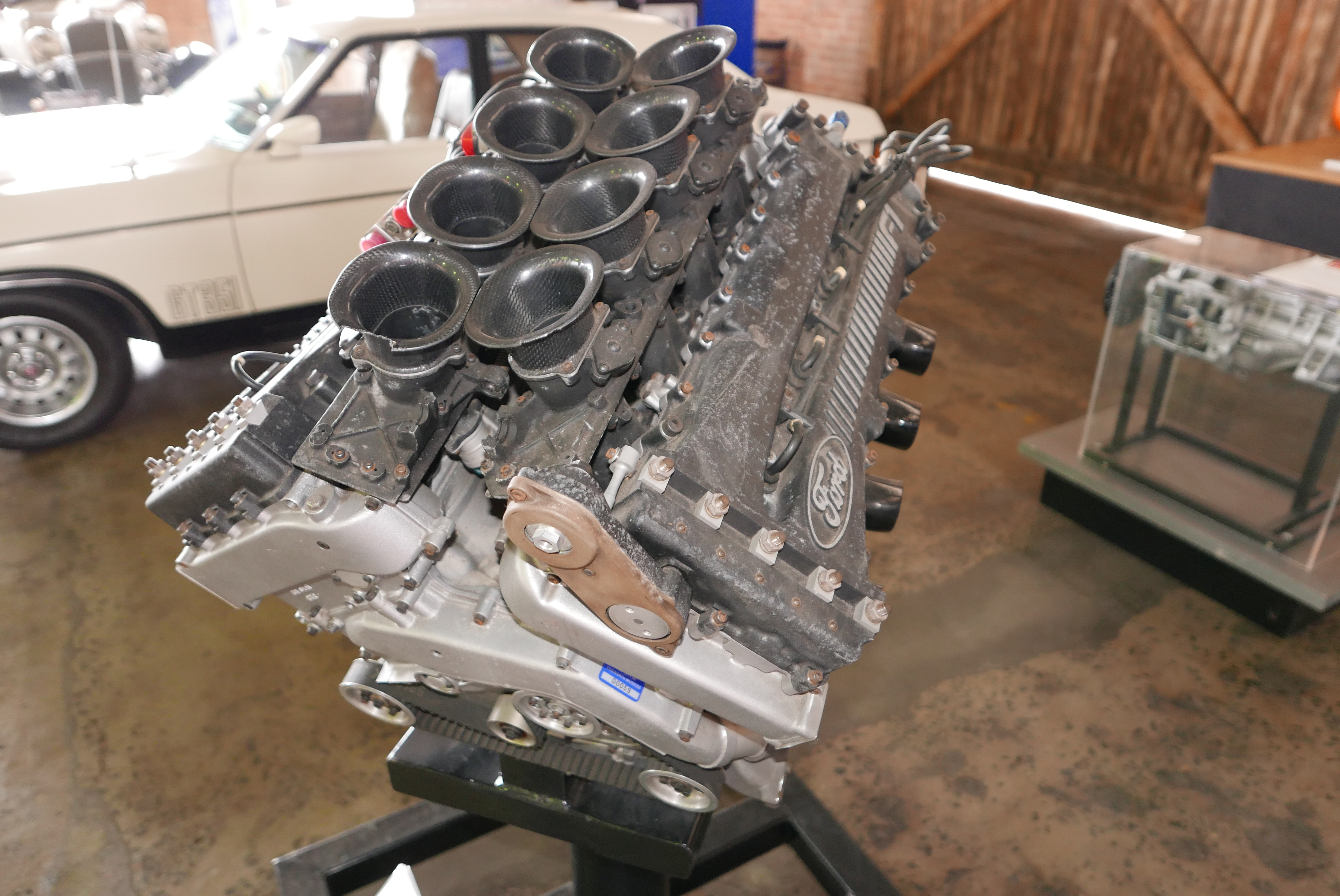
75 Grad Bankwinkel: Cosworth HB

Der HB war der erste Motor, den Cosworth zielgerichtet für die 3,5-Liter-Formel-1 konstruierte. Seine Entwicklung verantworteten Geoff Goddard und John Hancock. Anders als beim DFR war Brian Hart nicht an der Konstruktion beteiligt. Die Entwicklung des HB erfolgte in enger Abstimmung mit Benettons damaligem Technikchef Rory Byrne.

### Konzept
Während die meisten Hersteller bei diesem Hubraum die größte Effizienz bei Zehn- oder Zwölfzylindermotoren sahen, entschied sich Cosworth erneut für einen Achtzylindermotor. Ein Zwölfzylinder wurde als zu groß und zu verbrauchsintensiv verworfen, ein Zehnzylinder hingegen war den Cosworth-Konstrukteuren zu exotisch. Ausschlaggebend war letztlich mit Blick auf den DFV die Einschätzung, dass Cosworth bei Achtzylindermotoren über die größte Erfahrung verfügte. Diese Weichenstellung sollte sich als Fehlentscheidung erweisen: Mit Ausnahme des Jahres 1994 gingen alle Fahrerweltmeisterschaften der 3,5-Liter-Ära an Piloten mit Zehnzylindermotoren. 

### Einzelheiten
Der Motorblock ist aus einer Aluminiumlegierung gegossen. Seine Abmessungen sind geringer als die des DFV. Während der DFV-Block noch von 3,0 auf 3,9 Liter aufgebohrt werden konnte, hat der HB keine Reserven für eine Vergrößerung. Eine wesentliche Neuerung des HB betrifft den im Vergleich zur DFV-DFZ-DFR-Reihe schmaleren Zylinderbankwinkel von 75 Grad. Daraus ergaben sich aerodynamische Vorteile, die sich insbesondere bei der Anströmung des Hecks auswirkten. Daten zum Hubraum oder zu Bohrung und Hub veröffentlichten Cosworth und Ford nicht. Anhand der Abmessungen wird vermutet, dass der HB eine größere Bohrung und einen geringeren Hub als der DFR hat. Eine Schätzung geht von 96 × 60,4 mm und von einem Gesamthubraum von 3497 cm³ aus. Jede Zylinderreihe hat zwei obenliegende Nockenwellen, die in den ersten Versionen über Zahnräder und später – ab dem HB VI – über Ketten angetrieben werden. Für jeden Zylinder gibt es zwei Ein- und zwei Auslassventile. Insoweit entsprach der HB 1989 dem gängigen Baumuster. Einen Fünfventilkopf, wie er von Ferrari, Motori Moderni (als „Subaru“ 1990 bei Coloni) und Yamaha (Zakspeed) eingesetzt wurde, hielt Cosworth nach erfolglosen Versuchen mit entsprechend umgerüsteten DFZ-DFR-Blöcken für unnötig. Zündanlage und Einspritzung kamen im Regelfall von Ford. Eine Ausnahme bildeten die von Minardi eingesetzten Motoren: Sie hatten eine Elektronik von Magneti Marelli. Angaben zur Motorleistung gab es nicht. Schätzungen gehen davon aus, dass sie in der ersten Version von 1989 bei etwa 630 PS lag und in der letzten Version von 1993 (HB VIII) auf 725 PS gestiegen war.

### Entwicklungsstufen

#### HB I
Die nachträglich als HB I bezeichnete Basisversion debütierte im Juli 1989 in Frankreich. Diese Version wurde ausschließlich von Benetton eingesetzt. Die Leistung der ersten HB-Version wurde auf 630 PS geschätzt, etwa 40 PS mehr als beim DFR und 40 PS weniger als beim Honda RA 109E, dem leistungsstärksten Motor der Saison 1989.

#### HB II
Die erste Überarbeitung erfolgte bereits im Sommer 1989. Sie führte zur Version HB II, die beim Großen Preis von Japan Ende Oktober 1989 debütierte. Auch der HB II wurde ausschließlich von Benetton eingesetzt. 

#### HB III
Die dritte Version des HB war in der ersten Saisonhälfte 1990 bei Benetton im Einsatz. Nach einem halben Jahr wurde sie durch die Serie IV abgelöst. Einige HB-III-Blöcke wurden 1991 und 1992 bei Sportwagenrennen verwendet. Danach gingen sie an das Minardi-Team, das sie in der Formel-1-Weltmeisterschaft 1993 im M193 an den Start brachte.

#### HB IV
Zum Großen Preis von Großbritannien im Juli 1990 erschien die vierte HB-Version. Mit ihr kamen wesentliche Neuerungen zum Tragen. Die Kolben, die Zylinderköpfe, die Ventile und die Ventilsteuerung waren neu konstruiert. Die Maximaldrehzahl stieg um 1000 auf fast 13000 Umdrehungen pro Minute, die Leistung lag nach Cosworth-Angaben bei „über 650 bhp“. Der HB IV war 1990 bei Benetton und 1991 bei Jordan im Einsatz. Zum Großen Preis von Kanada erhielt der HB-IV-Motor ein „kleines Update“, das Jordans Cheftechniker Gary Anderson allerdings als „reine Kosmetik“ ansah.

#### HB V
Zum dritten Rennen der Saison 1991 in San Marino debütierte die fünfte Version des HB bei Benetton. Bei ihr wurden die Nockenwellen nun über Ketten angetrieben. Der Motor erreichte Drehzahlen von mehr als 13000 Umdrehungen pro Minute und leistete in der zweiten Saisonhälfte etwa 670 PS. 1992 erschienen die HB-V-Blöcke als Kundenmotoren bei Fondmetal und Lotus; 1993 gingen sie in der ersten Jahreshälfte an das McLaren-Team, das sie zusammen mit TAG bis Sommer 1993 eigenständig weiterentwickelte. Die Entwicklungen betrafen in erster Linie die Motorelektronik und brachten McLarens HB V mindestens auf das Leistungsniveau der HB VI.

#### HB VI
Der HB VI wurde bereits Ende 1991 entwickelt, erschien aber erst zum Beginn der Saison 1992. Neu war hier eine semipneumatische Ventilsteuerung, bei der die Ventile mittels Luftdruck zurückgestellt wurden. Auf diese Weise wurden Ventilfedern überflüssig. Ein vergleichbares System hatte Renault bei seinem Zehnzylindermotor bereits im Betrieb. Die Motoren mit semipneumatischer Ventilsteuerung hatten einen höheren Wartungsbedarf und waren dementsprechend teurer als die frühen Versionen mit herkömmlichen Ventilfedern. 1992 kamen sie nicht bei Kundenteams zum Einsatz. 1993 erschienen sie bei Lotus, im Jahr darauf bei Simtek.

#### HB VII
Die siebte Version des HB erschien zum fünften Saisonrennen des Jahres 1992 in San Marino. Sie war mit 710 PS deutlich stärker als der HB VI, hatte aber im Vergleich dazu weniger Drehmoment im unteren Drehzahlbereich.

#### HB VIII
Die achte und letzte Version des HB-Motors wurde erstmals beim Training zum Großen Preis von Deutschland 1993 eingesetzt. Diese Ausführung hatte unter anderem neu konstruierte Zylinderköpfe. Bei ihnen setzte Cosworth Detaillösungen um, die für den – letztlich nicht realisierten – V12-Saugmotor entwickelt worden waren. Die HB VIII kamen auf eine Höchstleistung von 725 PS und eine maximale Drehzahl von 13700 Umdrehungen pro Minute. Das Leistungdefizit auf die Renault-Motoren des Williams-Teams betrug gleichwohl je nach Quelle 70 bis 100 PS.
HB-VII- und HB-VIII-Motoren gingen 1993 zunächst an Benetton und in der zweiten Hälfte der Saison dann auch an McLaren; 1994 waren sie mit der Ausnahme von Simtek bei allen Kundenteams im Einsatz.

## Der Cosworth HB bei Benetton

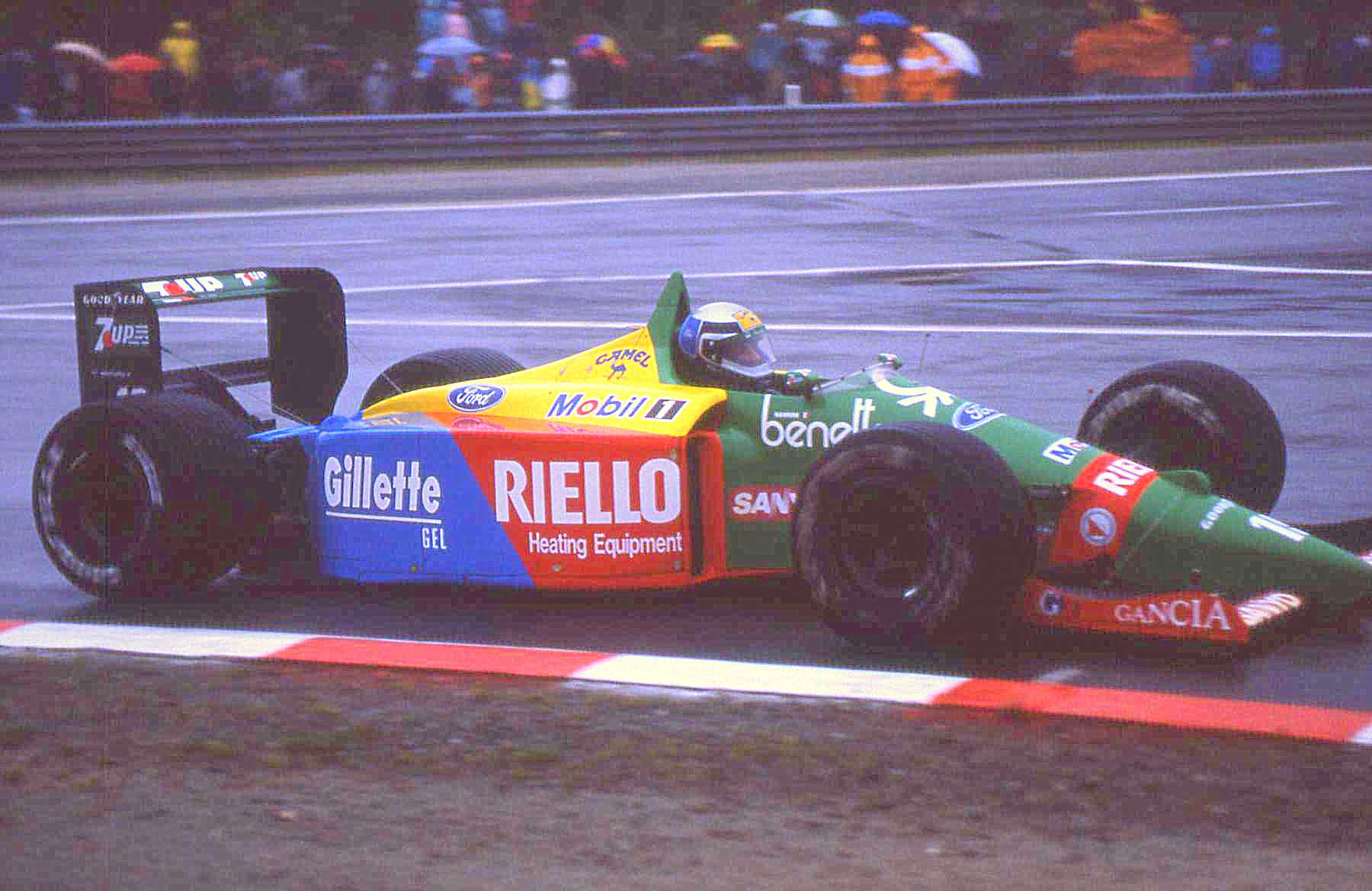
Debüt im Benetton B189 (1989)

Der HB erschien erstmals beim Großen Preis von Frankreich 1989 im Benetton B189. Eigentlich wollte Ford den Motor bereits zu Saisonbeginn debütieren lassen, aber Benetton war mit der Entwicklung des neuen Autos in Verzug, und das als Lückenfüller verwendete Vorjahresmodell B188B konnte den HB-Motor aus technischen Gründen nicht aufnehmen. Vor dem ersten Renneinsatz führten Benetton und Cosworth lange Testfahrten im neuen Auto durch, bei denen sich Kurbelwellendefekte häuften. Diese Probleme waren erst im Juni 1989 gelöst. Bei dem Debüt in Frankreich erhielt nur Alessandro Nannini das neue Auto und den neuen Motor; sein Teamkollege Emanuele Pirro musste hier und beim anschließenden Rennen in Großbritannien noch mit dem B188B und dem DFR-Motor antreten. In Frankreich war Nannini der zweitschnellste Fahrer und lag im Rennen auf Platz zwei hinter Alain Prost im McLaren-Honda, bevor er wegen eines Aufhängungsschadens ausfiel. Das folgende Rennen in Großbritannien beendete Nannini auf Platz drei. In der zweiten Saisonhälfte fielen beide Benetton-Piloten fünfmal nach Chassisproblemen oder Fahrfehlern aus. Zum Saisonende allerdings gelang Nannini beim verregneten Großen Preis von Japan mit dem erstmals eingesetzten HB II nach der Disqualifikation Ayrton Sennas der erste Sieg der Baureihe, dem sich der zweite Platz in Australien anschloss.

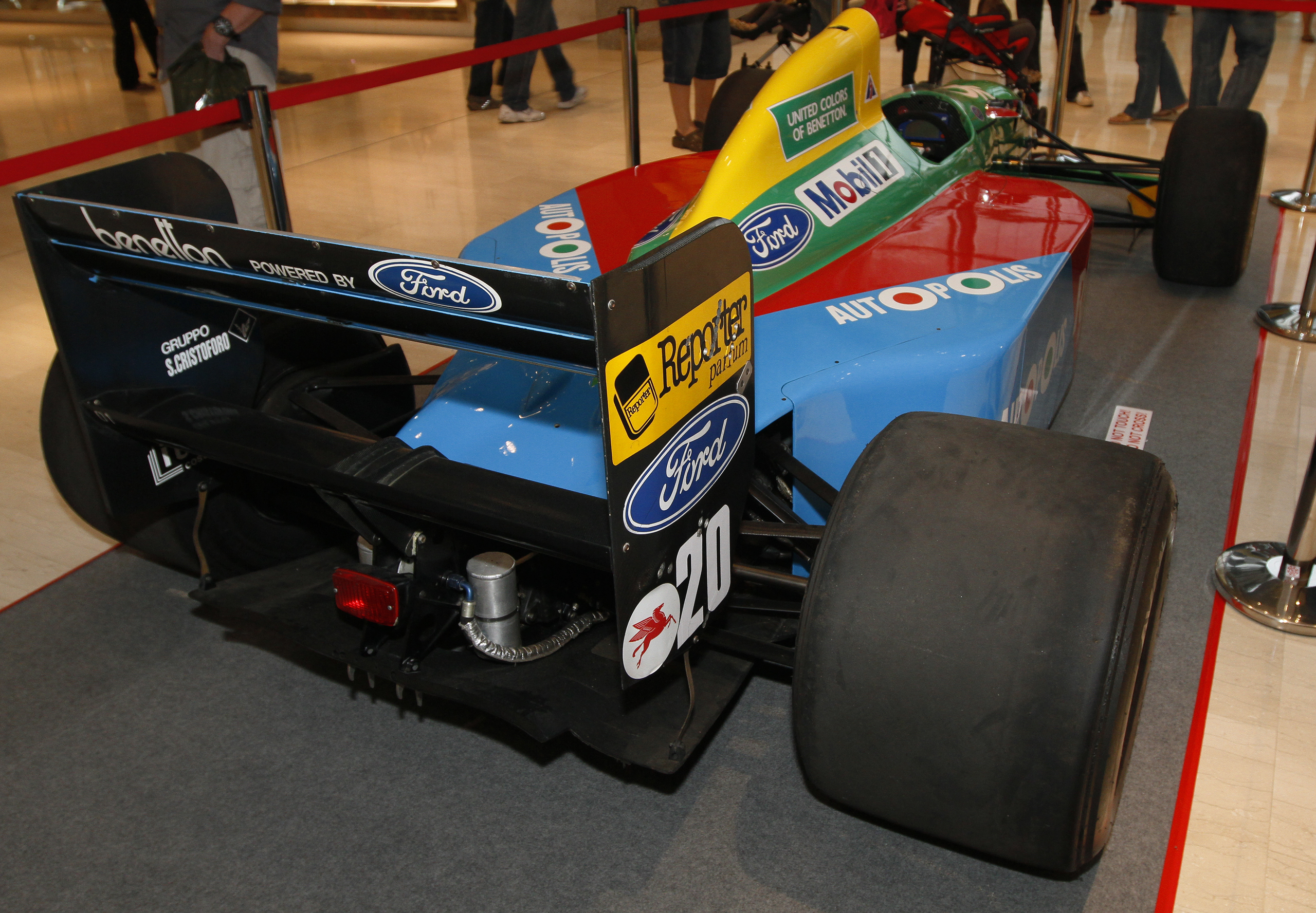
Cosworth HB im Heck des Benetton B190 (1990)

1990 ging Benetton mit dem dreifachen Weltmeister Nelson Piquet sowie mit Alessandro Nannini an den Start, der nach einer Verletzung bei einem Hubschrauberunfall zu den letzten beiden Rennen von Roberto Moreno ersetzt wurde. Zum Einsatz kamen zunächst HB-III-Motoren, die ab Sommer durch die Version HB IV ersetzt wurden. Zu Saisonbeginn hatte Benetton Schwierigkeiten, sich gegen die kleineren Teams mit dem alten DFR-Kundenmotor durchzusetzen. Beim Großen Preis der USA qualifizierten sich Pierluigi Martini (Minardi), Andrea de Cesaris (BMS Scuderia Italia) und Jean Alesi (Tyrrell) vor Piquet im schnellsten Benetton. Ähnlich war die Lage in Brasilien, und auch in San Marino und Monaco war mit Jean Alesis Tyrrell ein DFR-Auto der bestplatzierte Cosworth-Wagen. Die guten Qualifikationsergebnisse der kleineren Teams waren allerdings zumindest teilweise auf die außergewöhnlich leistungsstarken Qualifikationsreifen von Pirelli zurückzuführen, die den von Benetton genutzten Goodyear-Reifen überlegen waren. Andererseits kam Alesi mit dem revolutionären Tyrrell 019 zu Saisonbeginn zweimal als Zweiter ins Ziel, sodass DFR-Kunde Tyrrell bis zum Großen Preis von Kanada in der Konstrukteurswertung vor Benetton lag. Letztlich etablierte sich Benetton aber. Mit zwei Siegen Piquets in Australien und Japan – dort kam es sogar zu einem Doppelsieg Benettons – sowie drei zweiten und drei dritten Plätzen und mehreren weiteren Platzierungen in den Punkterängen fuhr das Team 71 Weltmeisterschaftspunkte ein und belegte am Jahresende Platz drei der Konstrukteurswertung hinter McLaren und Ferrari.
1991 fuhr Benetton überwiegend mit dem HB V, während der im letzten Jahr verwendete HB IV von Jordan Grand Prix eingesetzt wurde. Benetton blieb weit hinter den Ergebnissen des Vorjahres zurück. Es gab nur einen Sieg (Piquet in Kanada) und zwei dritte Plätze (Piquet in den USA und in Belgien). Sein Teamkollege Moreno wurde zweimal Vierter und einmal Fünfter. Zum Großen Preis von Italien ersetzte ihn Michael Schumacher, der einen fünften und zwei sechste Plätze einfuhr. Mit 38,5 Punkten fiel Benetton auf Rang vier der Konstrukteurswertung hinter McLaren, Williams und Ferrari zurück. Jordan lag mit 13 Punkten auf Platz fünf.

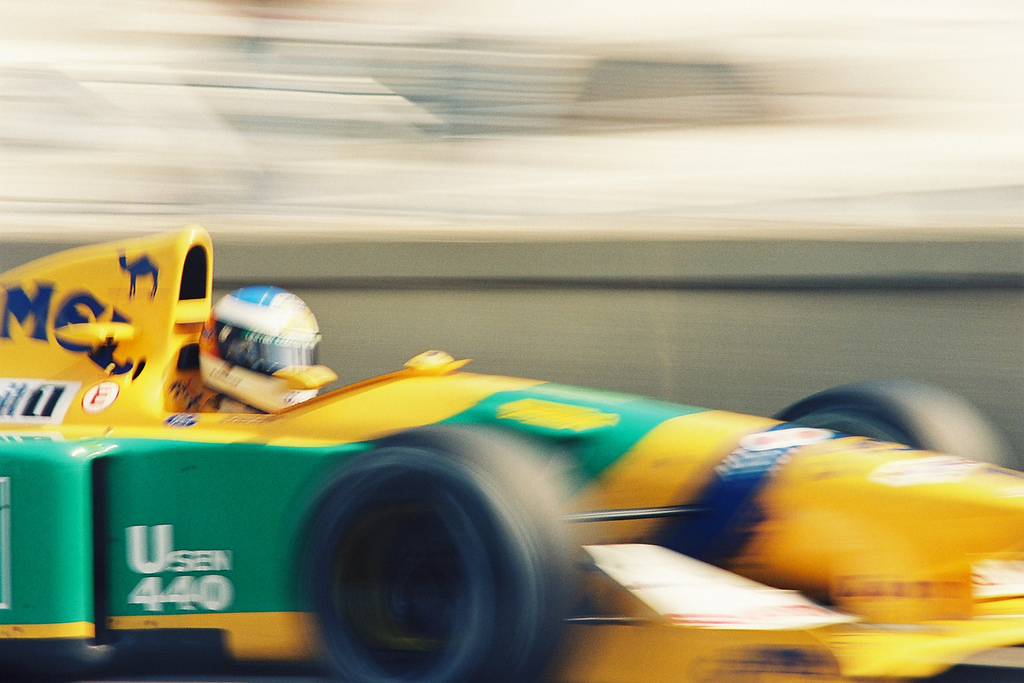
Benetton B192 mit HB-VI-Motor (1992)

1992 etablierte sich Benetton wieder als drittstärkste Kraft. Cosworth lieferte ab Saisonbeginn den HB VI mit semipneumatischer Ventilsteuerung, und ab dem Frühjahr war der weiterentwickelte HB VII verfügbar. Benetton wechselte im Laufe des Jahres 1992 zwischen dem HB VI und dem HB VII, wobei die Charakteristik der jeweiligen Rennstrecke letztlich die Wahl bestimmte. Mit diesen Motoren konnten die Benetton-Piloten Michael Schumacher und Martin Brundle zwar nicht auf die Williams-Renault, immerhin aber auf die McLaren-Honda aufschließen und zugleich die Scuderia Ferrari klar hinter sich halten. Brundle wurde einmal Zweiter und viermal Dritter. Schumacher gewann in Belgien seinen ersten Formel-1-Weltmeisterschaftslauf und kam zudem dreimal als Zweiter und viermal als Dritter ins Ziel. Bei 11 von 16 Rennen stand mindestens ein Benetton-Pilot auf dem Podium. Am Ende des Jahres hatte Benetton 91 Punkte eingefahren und damit das bis dahin beste Ergebnis in der Geschichte des Teams erzielt. Damit belegte Benetton wieder Platz drei der Konstrukteurswertung. Der Rückstand auf McLaren, den Vizemeister der Konstrukteurswertung, der mit Zwölfzylindermotoren von Honda antrat, betrug lediglich acht Punkte. In der Fahrwertung lag Schumacher noch vor dem McLaren-Piloten Senna auf Rang drei. Der Vizemeister Riccardo Patrese (Williams) hatte nur drei Punkte mehr.

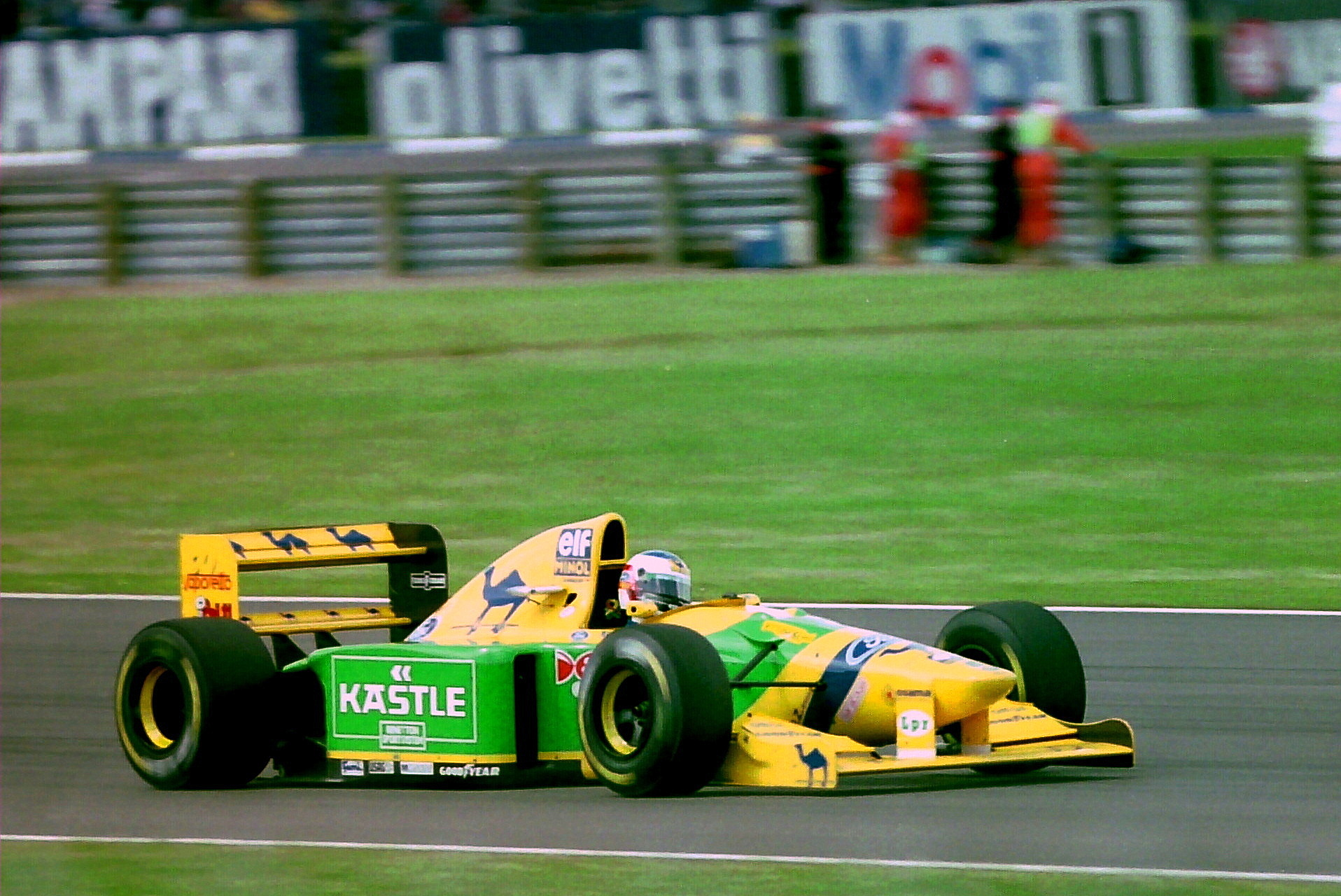
Benetton B193 mit HV-VII-Motor (1993)

1993 war das letzte Jahr, in dem Benetton den HB-Motor einsetzte. Das Team hatte den HB VII bis zum Frühsommer 1993 exklusiv zur Verfügung, danach erhielt McLaren die gleichen Motoren wie Benetton. Ab dem Großen Preis von Deutschland erhielten beide Teams die letzte Ausbaustufe HB VIII. In diesem Jahr festigte Benetton seine Position als dritte Kraft der Konstrukteurswertung, musste sich aber dem Kundenteam McLaren geschlagen geben, das zunächst nur veraltete HB-V-Motoren einsetzen konnte, am Jahresende aber gleichwohl in der Gesamtwertung vor Benetton lag. Schumacher fiel in dieser Saison öfter aus als in den zurückliegenden Jahren. Jede Zielankunft Schumachers endete zwar mit einem Platz auf dem Podium, allerdings gab es auch 1993 nur einen Sieg. Ayrton Senna im McLaren gewann hingegen fünf Rennen. Schumachers Teamkollege Riccardo Patrese, der hier sein letztes Jahr in der Formel 1 bestritt, erreichte insgesamt nur zwei Podiumsplatzierungen.

## Der Cosworth HB bei den Kundenteams
Im Dezember 1990 entschied sich Cosworth, mit dem HB das Kundenmotorprogramm fortzusetzen, dass zunächst mit der Einstellung des DFR sein Ende hatte finden sollen. Von 1991 bis 1994 gingen acht Teams mit HB-Kundenmotoren an den Start. Siege und Podiumsplatzierungen erreichte nur McLaren.

### 1991: Jordan

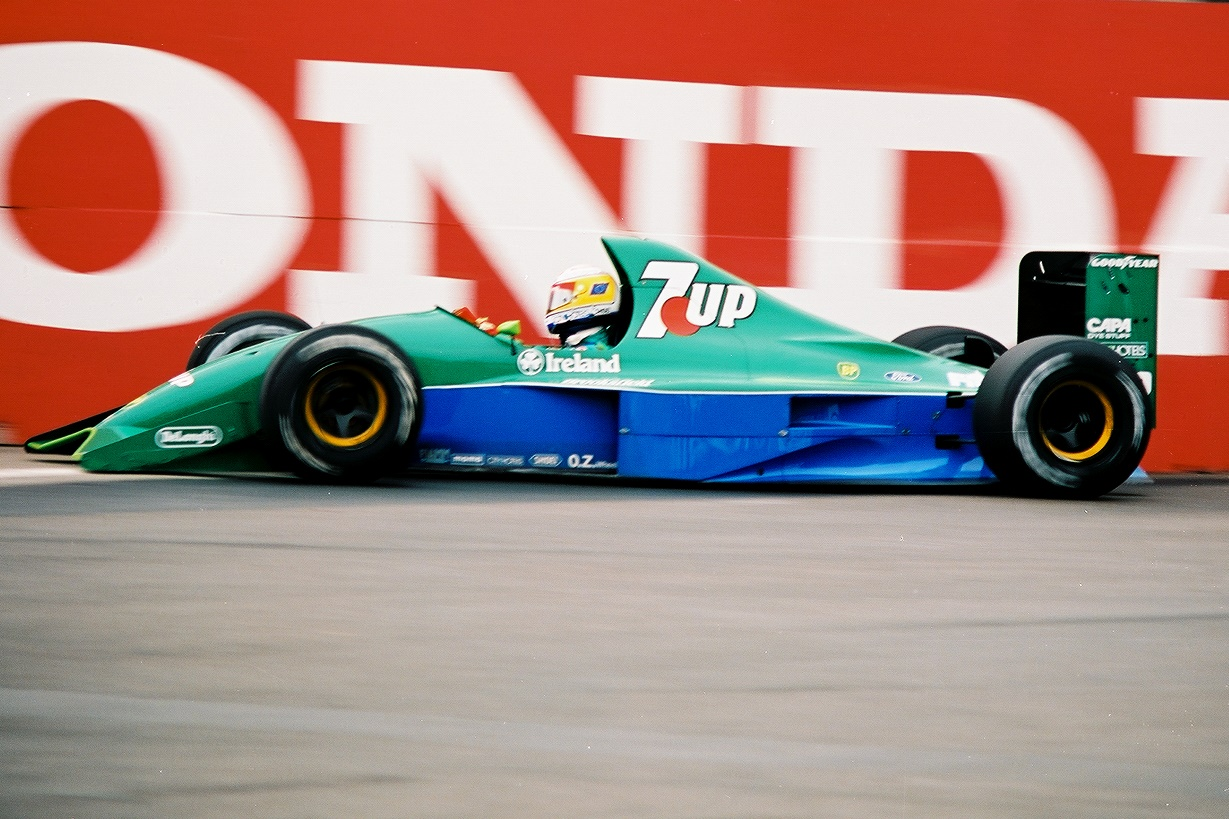
Jordan 191 mit HB-IV-Motor (1991)

Zu Beginn der Saison 1991 debütierte Eddie Jordans mit irischer Lizenz fahrender Rennstall Jordan Grand Prix in der Formel 1. Das Team, das seit 1988 in der Europäischen Formel-3000-Meisterschaft antrat und 1989 mit Jean Alesi die Meisterschaft gewonnen hatte, galt als gut organisiert. Dem gut vernetzten Geschäftsmann gelang es über direkte Kontakte zu Cosworth im Herbst 1990, Zugriff auf HB-Motoren zu bekommen. Einige Quellen gehen davon aus, dass Jordans Konstrukteur Gary Anderson den Kontakt vermittelt hatte. Der Newcomer Jordan war damit das erste HB-Kundenteam. Die Motorkosten beliefen sich auf 4,5 Mio £ und machten damit den Großteil des insgesamt 7 Mio £ umfassenden Budgets aus. Allerdings waren Jordans Motoren nicht gleichwertig mit denen Benettons. Während Benetton die HB-V-Versionen einsetzte, fuhr Jordan im 191 in der ganzen Saison die auf das Vorjahr zurückgehenden HB-IV-Motoren.
Jordans Formel-1-Start war eines der erfolgreichsten Debüts der letzten Jahre. Insgesamt erzielte das Team 13 Punkte und lag mit Rang fünf in der Konstrukteurswertung nur einen Platz hinter Benetton; allerdings hatte Benetton dreimal so viele Punkte eingefahren. Für Jordan fuhr durchgängig Andrea de Cesaris. Im zweiten Auto startete zunächst Bertrand Gachot, der ab dem Spätsommer nach Verurteilung zu einer Haftstrafe zunächst durch den Debütanten Michael Schumacher ersetzt wurde. Schumacher wechselte nach einem Rennen zu Benetton, wo er Roberto Moreno ersetzte, der seinerseits für zwei Rennen das freie Jordan-Cockpit übernahm, bevor er durch Alessandro Zanardi ersetzt wurde. Bester Jordan-Fahrer war de Cesaris, der in Kanada und in Mexiko als Vierter ins Ziel kam und zudem einmal Fünfter und einmal Sechster wurde. Von den übrigen Piloten hingegen konnte nur Gachot noch Punkte einfahren. 1992 wechselte Jordan auf kostenfreie Zwölfzylindermotoren von Yamaha, mit denen das Team in der ganzen Saison nur einen Punkt erzielte. 

### 1992: Fondmetal

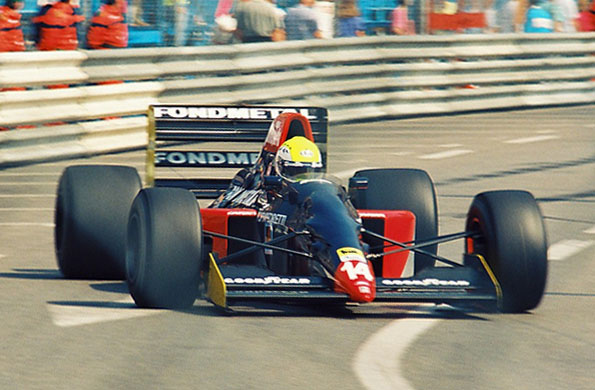
Fondmetal GR01 mit HB-V-Motor (1992)

Der italienische Rennstall Fondmetal, das 1991 aus der Osella Squadra Corse hervorgegangen war, war 1991 als eines der letzten Teams mit Cosworths DFR-Motoren angetreten. Die anfänglichen Planungen, für 1992 auf Zehnzylindermotoren von Judd umzustellen, scheiterten allerdings an technischen Schwierigkeiten. Cosworth nahm Fondmetal daraufhin für 1992 als weiteres Kundenteam neben Lotus auf. Das Team erhielt ebenso wie Lotus HB-V-Motoren, die sich auf dem Entwicklungsstand von 1991 befanden. Fondmetal war in diesem Jahr das schwächste Kundenteam: Gabriele Tarquini qualifizierte sich zwar für jedes der 13 Rennen, zu denen sein Team gemeldet war; er erreichte aber nur einmal das Ziel. Andrea Chiesa im zweiten Auto verpasste bei sieben von zehn Weltmeisterschaftsläufen die Qualifikation, dreimal fiel er aus. Chiesa war für zahlreiche Motorschäden verantwortlich, weil er wiederholt den Motor als Bremse benutzte und die HB damit überdrehte. Sein Nachfolger Eric van de Poele kam bei drei Versuchen einmal ins Ziel. Im Spätsommer 1992 stellte Fondmetal den Rennbetrieb ein.

### 1992 und 1993: Lotus

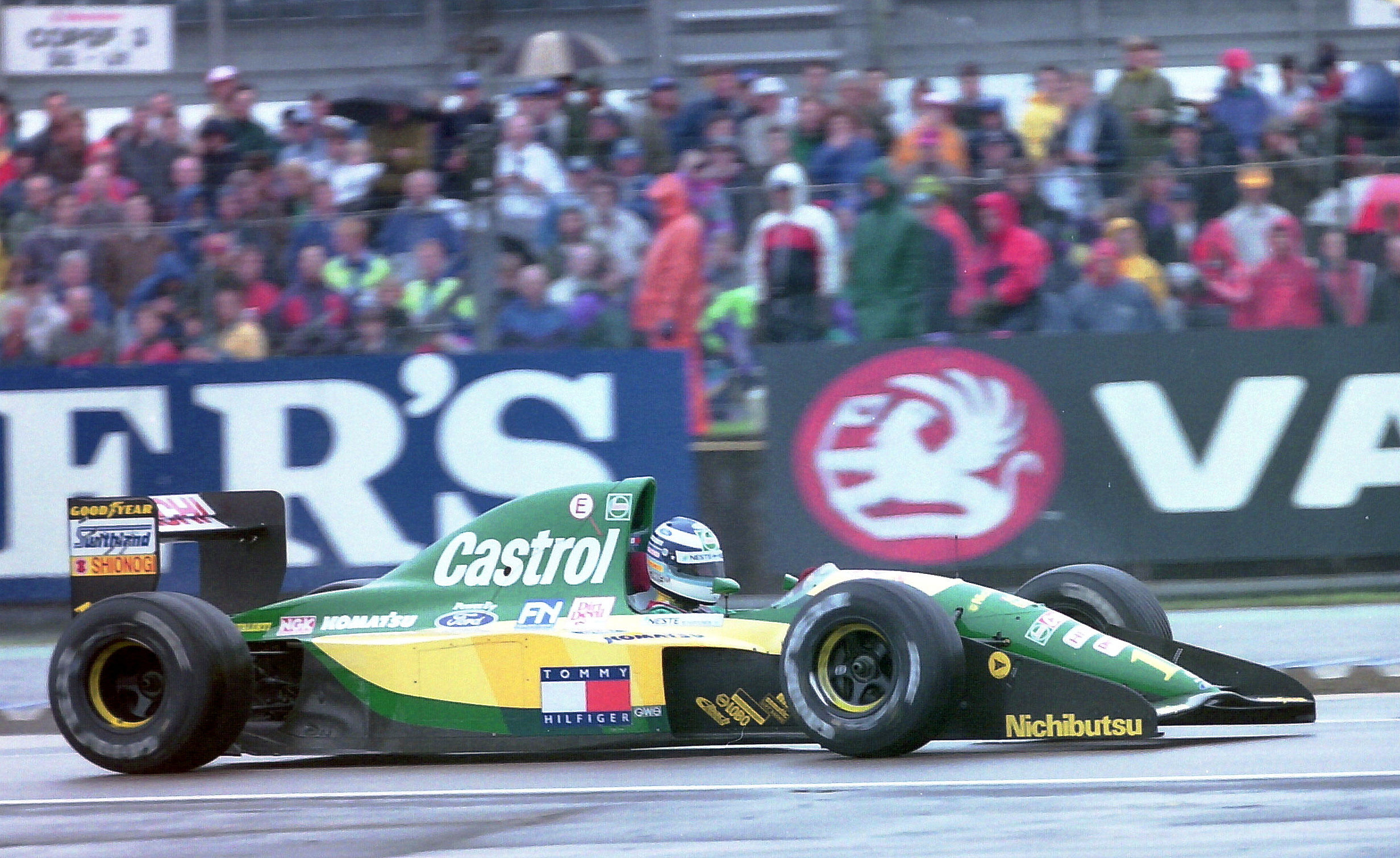
Lotus 107 mit HB-V-Motor (1992)

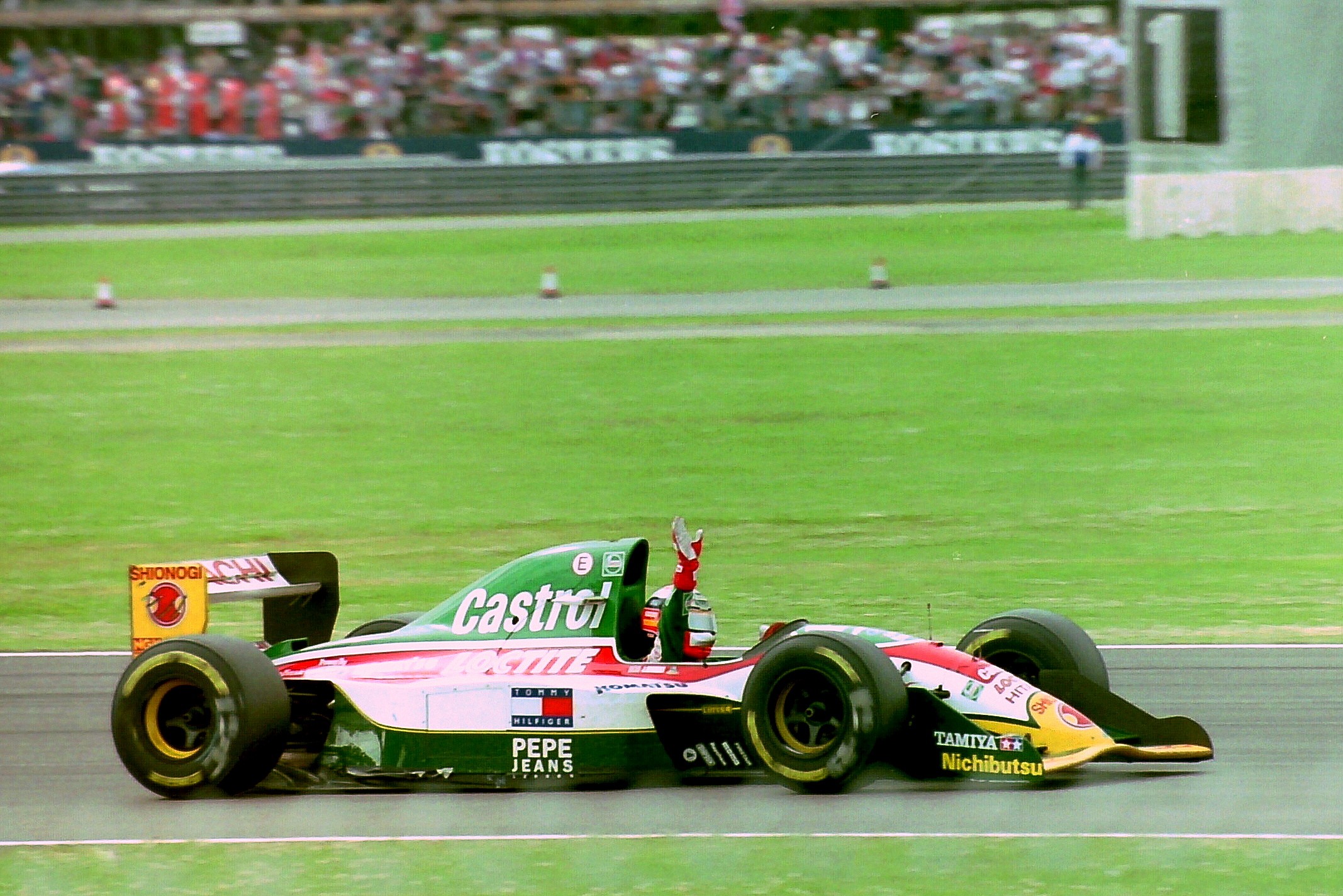
Lotus 107B mit HB-V- oder VI-Motor (1993)

Das britische Team Lotus – zu dieser Zeit das zweitälteste Team der Formel 1 – befand sich 1991 in einer schweren wirtschaftliche Krise und machte eine Umstrukturierung durch. 1991 hatte es aus finanziellen Gründen als letztes Team veraltete Achtzylindermotoren von Judd (Typ EV) einsetzen müssen, die schwächer als die DFR-Motoren waren und 1992 ebenso wie die DFR nicht mehr zur Verfügung standen. Anfänglich hatte Lotus eine Umstellung auf Judds Zehnzylindermotor (Judd GV) erwogen, entschied sich dann aber kurzfristig für Cosworth-Kundenmotoren, deren Kosten mit Unterstützung der Sponsoren Castrol und Hitachi aufgebracht werden konnten. Lotus erhielt 1992 Motoren der Generation HB V, die auch Fondmetal einsetzte. Der neu vorgestellte Lotus 107 war auf diesen Motor zugeschnitten. Es war im Kern eine Konstruktion des Konkurrenzteams March Engineering, konnte dort allerdings aus finanziellen Gründen nicht verwirklicht werden. 1992 ging Lotus durchgängig mit Mika Häkkinen und Johnny Herbert an den Start. Sie erreichten zwar keine Podiumsplatzierungen, dafür aber zwei vierte, einen fünften und fünf sechste Plätze. Mit insgesamt 13 Punkten belegte Lotus 1992 Rang fünf der Konstrukteurswertung und lag noch vor Tyrrell-Ilmor und Footwork-Honda.
1993 setzte Lotus das zum 107B weiterentwickelte Vorjahreschassis ein, das mit einer reaktiven Radaufhängung und ab Sommer 1993 außerdem mit einer Antischlupfregelung ausgestattet war. Beide Systeme waren defektanfällig. Einigen Quellen zufolge kam nun der HB VI zum Einsatz; eine andere Quelle geht davon aus, dass Lotus auch in diesem Jahr mit HB-V-Motoren fuhr. Die Wartung erfolgte in jedem Fall bei Grand Prix Engines Services (Tom Walkinshaw Racing). Stammfahrer waren Johnny Herbert und Alessandro Zanardi. Herbert kam dreimal als Vierter und einmal als Fünfter ins Ziel und fuhr 11 Weltmeisterschaftspunkte ein. Zanardi wurde im zweiten Rennen des Jahres in Brasilien Sechster. Beim Training zum Großen Preis von Belgien erlitt er einen schweren Unfall, woraufhin er für den Rest der Saison ausfiel. In diesem Rennen belegte Herbert noch einmal den fünften Platz. Hier fuhr er die letzten Weltmeisterschaftspunkte für das Team Lotus ein. In den verbleibenden Rennen fuhr der portugiesische Debütant Pedro Lamy den zweiten Lotus. Zum Jahresende stand Lotus mit 12 Punkten auf Rang 6 der Konstrukteursmeisterschaft. Im Laufe des Jahres kam Lotus mit den Leasingraten für die Motoren in Rückstand; sie gehörten Ende 1994 bei der Insolvenz des Teams noch zu den offenen Forderungen.

### 1993: McLaren

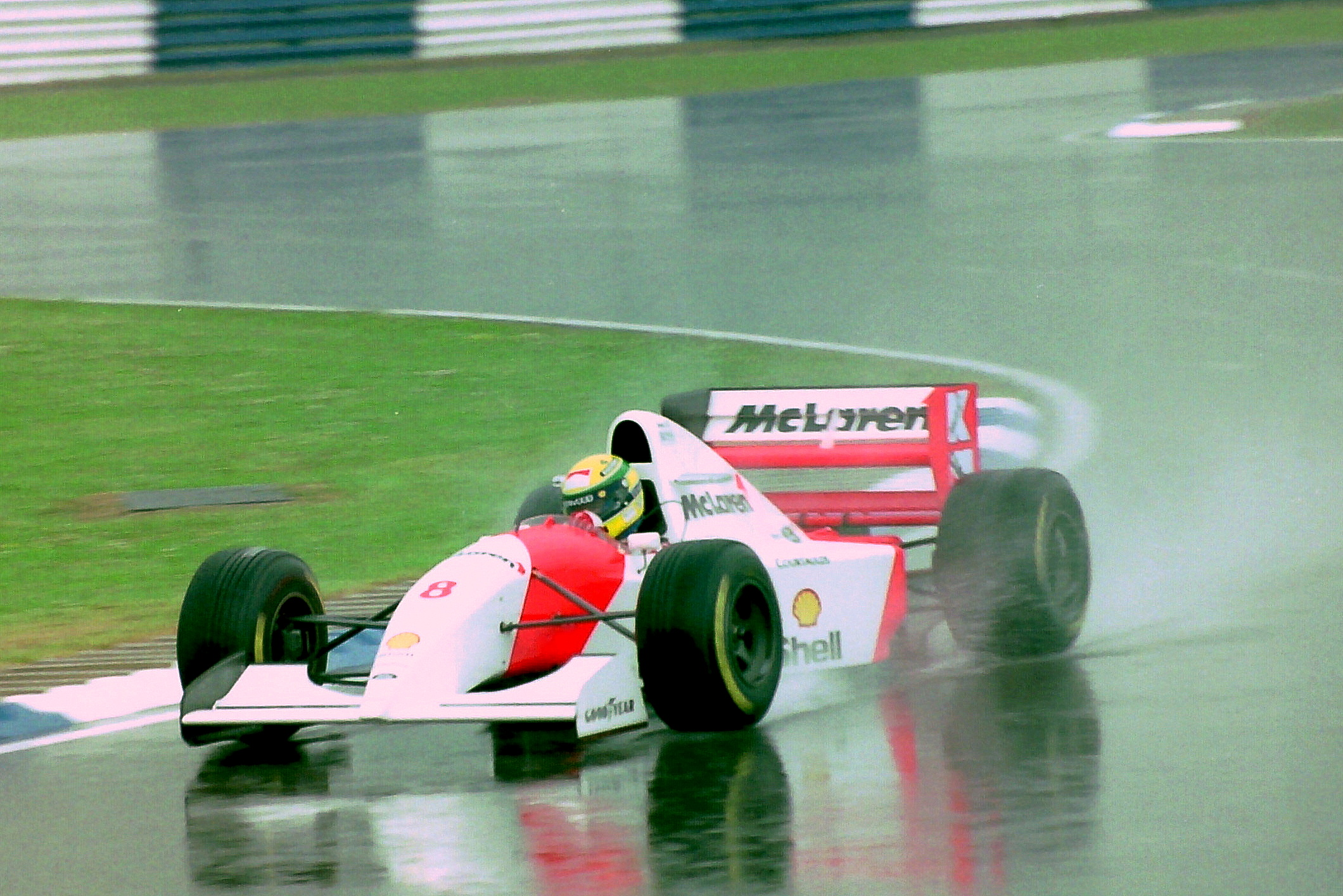
McLaren MP4/8 mit HB-V-Motor (1993)

McLaren war seit 1988 mit dem Automobilhersteller Honda verbunden. Die Paarung war außerordentlich erfolgreich: Von 1988 bis 1991 gingen alle Fahrerweltmeisterschaften an McLaren-Honda-Piloten. Gleichwohl zog sich Honda mit Ablauf der Saison 1992 werksseitig aus der Formel 1 zurück; lediglich über die Honda-Tochter Mugen wurden weiter ältere Kundenmotoren betreut. McLarens Teamchef Ron Dennis versuchte unter anderem, für 1993 Renault-Motoren zu erhalten, scheiterte aber am Veto des Renault-Partners Elf Aquitaine. Die Motorsituation McLarens war bis in den Dezember 1992 hinein völlig offen. Auf die Frage eines Journalisten zum künftigen Motorenpartner antwortete Ron Dennis im Oktober 1992: „Es wäre unangemessen, diese Information mit Ihnen zu teilen“. Auch McLarens Stammfahrer Ayrton Senna erhielt bis zum Jahresende 1992 keine Auskunft. Letztlich musste McLaren mangels Alternativen für die Saison 1993 zum ersten Mal seit 1983 auf Cosworth-Kundenmotoren zurückgreifen. Da Benetton eine Belieferung des Konkurrenten mit aktuellen HB-VII-Motoren ablehnte, hatte McLaren zu Saisonbeginn lediglich HB-V-Motoren zur Verfügung, die sich auf dem Stand von 1991 befanden und im Ausgangspunkt etwa 40 PS schwächer waren als die HB VII. Allerdings entwickelte McLaren die Elektronik der HB-Motoren zusammen mit dem Technikpartner TAG eigenverantwortlich weiter, sodass sich der Leistungsunterschied „verwischte“.  Anders als bei den übrigen Kundenmotoren, erfolgte die Wartung der McLaren-HBs nicht bei Grand Prix Engines Services, dessen Inhaber Tom Walkinshaw zu dieser Zeit auch technischer Leiter bei Benetton war. Um mögliche Interessenkollisionen auszuschließen, übernahm Cosworth die Wartung der McLaren-Motoren selbst. Ab dem Großen Preis von Großbritannien erhielt dann auch McLaren die HB-VII-Motoren. Beim Großen Preis von Deutschland 1993 debütierte schließlich der HB VIII. McLaren hatte bereits im Freitagstraining Zugriff auf ihn, Benetton erst im Samstagstraining.

Ayrton Sennas Einsatz kaschierte die Leistungsdefizite seines Motors. Mit dem alten HB V gewann er in der ersten Saisonhälfte drei Rennen. Als historisch gilt der Große Preis von Europa in Donington Park, der vor allem wegen Sennas herausragender Überholmanöver in der ersten Runde zu den „zehn besten Rennen der Formel 1“ zählt. Nachdem er von Platz vier gestartet und in der Startphase auf den fünften Platz zurückgefallen war, überholte Senna in der ersten Runde bei regennasser Fahrbahn die vor ihm fahrenden Damon Hill, Alain Prost (beide Williams), Michael Schumacher (Benetton) und Karl Wendlinger (Sauber) und setzte sich an die Spitze des Feldes. Außerdem überrundete Senna bis auf den zweitplatzierten Hill das komplette Feld und fuhr die schnellste Runde des Rennens unter Einschluss einer Boxendurchfahrt. Weitere Siege mit dem HB V erzielte Senna in Brasilien und Monaco. Mit dem HB VIII gewann er in Japan und Australien. In Japan fuhr Senna außerdem die erste und zugleich letzte Poleposition für einen HB-Motor heraus; es war die erste Poleposition für einen Cosworth-Motor seit dem Großen Preis von Brasilien 1983 (Keke Rosberg im Williams). Am Ende der Saison hatte McLaren das Benetton-Team geschlagen. Senna und McLaren belegten jeweils die zweiten Plätze in der Fahrer- und der Konstrukteursmeisterschaft.

### 1993 und 1994: Minardi

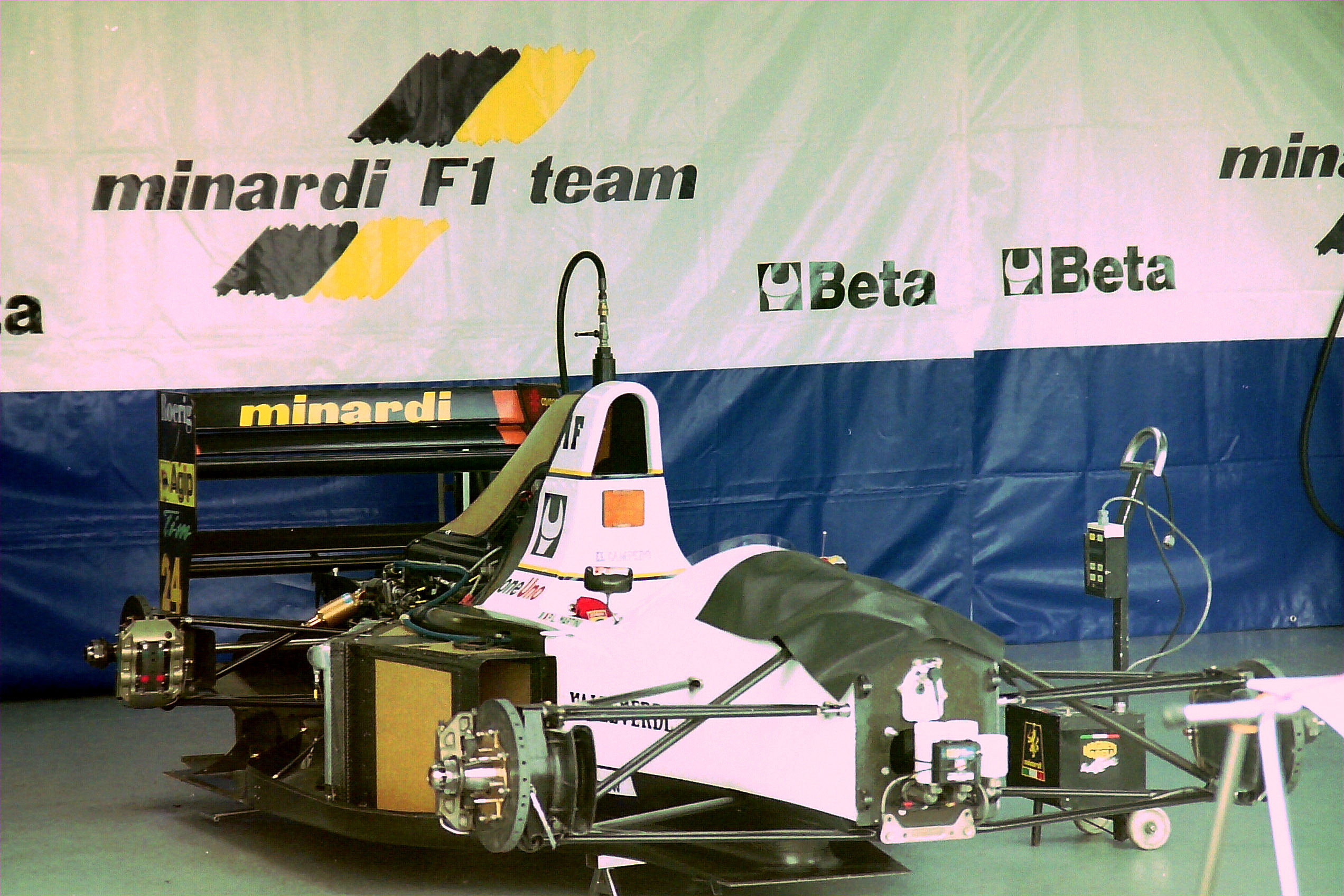
Minardi M193 mit drei Jahre altem HB-III-Motor (1993)

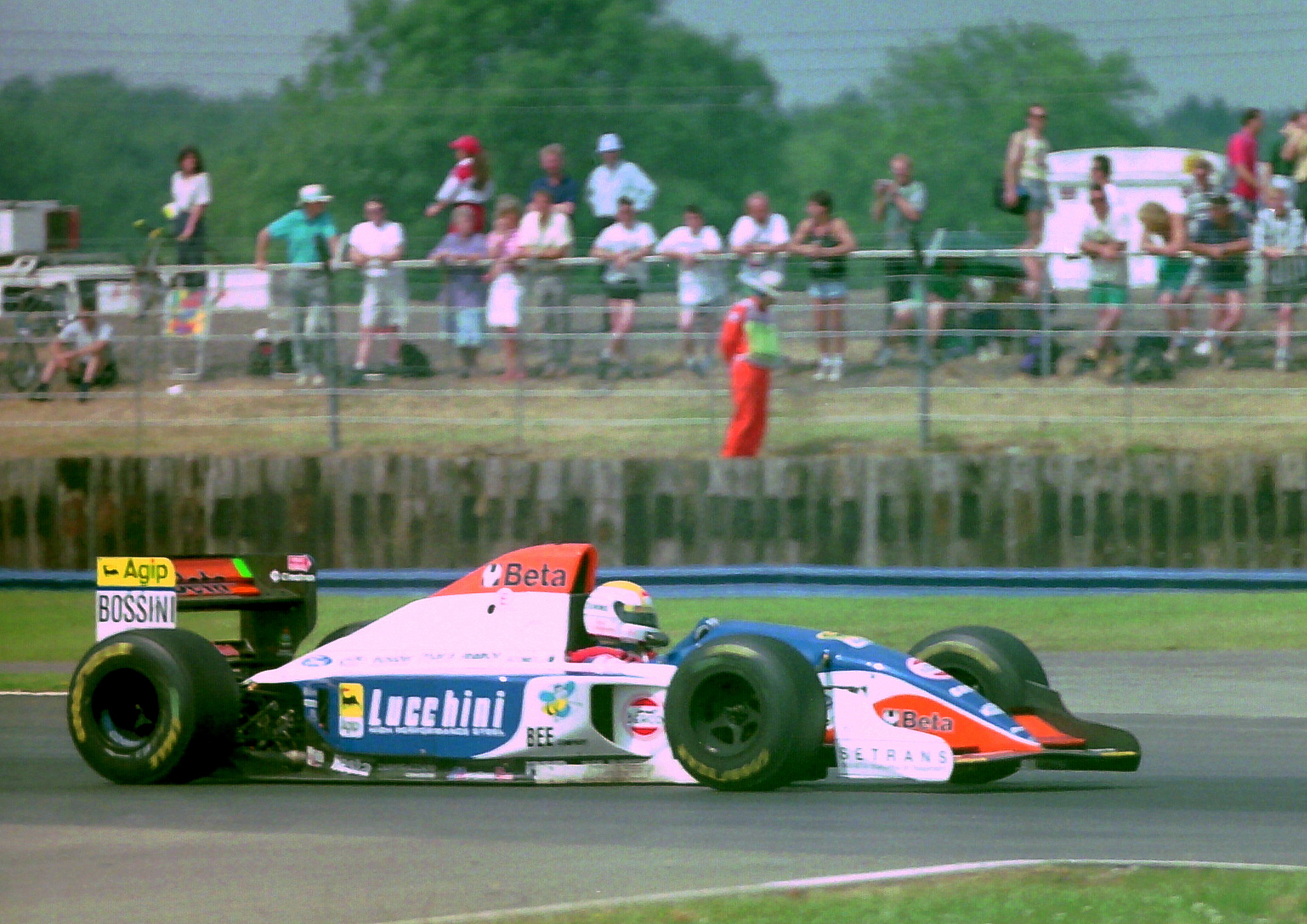
Minardi M194 mit HB-VII-Motor (1994)

Nachdem das italienische Team Minardi 1991 mit Ferrari- und 1992 mit Lamborghini-Motoren angetreten war, ging es in der Saison 1993 mit HB-Kundenmotoren an den Start. Während die übrigen HB-Kunden die Motoren von Cosworth erhielten und lediglich die Wartungen bei Grand Prix Engines Services (Tom Walkinshaw Racing) durchführen ließen, kamen die Motoren im Falle Minardis direkt von GPES bzw. TWR. Es handelte sich um die HB-III-Blöcke, die Walkinshaw 1991 im Gruppe-C-Sportwagen Jaguar XJR-14 in der Sportwagen-Weltmeisterschaft 1991 an den Start gebracht hatte. Als Minardi sie übernahm, befanden sie sich auf dem Entwicklungsstand von 1990. Der Leasingpreis belief sich in diesem Jahr auf 2,4 Mio US-$. In den ersten Rennen des Jahres war Minardi mit dem von Gustav Brunner konstruierten, technisch sehr einfachen M193 überraschend erfolgreich; gute Ergebnisse wurden dabei zumeist bei schwierigen Wetterverhältnissen eingefahren. Beim verregneten Saisonauftakt auf dem Kyalami Grand Prix Circuit kam Christian Fittipaldi als Vierter ins Ziel und sicherte dem Team drei wertvolle Meisterschaftspunkte. Sein Teamkollege Fabrizio Barbazza kam beim Großen Preis von Europa ebenso als Sechster ins Ziel wie im folgenden Rennen in Imola. In Monaco schließlich wurde Fittipaldi noch einmal Fünfter. Damit hatte Minardi nach dem sechsten Rennen sieben Meisterschaftspunkte eingefahren und lag in der Zwischenwertung der Konstrukteursmeisterschaft vor der Scuderia Ferrari. Danach kamen allerdings keine weiteren Punkte mehr hinzu. Insgesamt erreichte Minardi 1993 sieben Weltmeisterschaftspunkte und beendete die Konstrukteurswertung als Achter. Dabei konnte es etablierte Teams wie Arrows/Footwork (vier Punkte, neunter Platz) oder Tyrrell (keinen Punkt, 13. Platz) ebenso hinter sich lassen wie das besser finanzierte Jordan-Team (drei Punkte, elfter Platz).
Für die Saison 1994 stellte sich Minardi neu auf. Die Hälfte der Unternehmensanteile erwarb ein Konsortium um Giuseppe „Beppe“ Lucchini, dessen Formel-1-Team BMS Scuderia Italia Ende 1993 den Betrieb eingestellt hatte. Minardis Möglichkeiten verbesserten sich damit deutlich. Das betraf auch den Motor. Zwar erstreckte sich Minardis Vereinbarung mit TWR über die Lieferung von HB-III-Motoren auch auf das Jahr 1994. Mit finanzieller Unterstützung Lucchinis gelang es Minardi aber, einen Vertrag direkt mit Cosworth abzuschließen, sodass einerseits der Umweg über TWR überflüssig wurde und andererseits das Team Zugriff auf HB-VII- und HB-VIII-Motoren erhielt; letztere waren ab dem Großen Preis von Deutschland im Einsatz. Das Chassis war zunächst der aus dem Vorjahr bekannte M193, der in der ersten Saisonhälfte schrittweise zum M194 weiterentwickelt wurde. Piloten waren die erfahrenen Italiener Michele Alboreto, der hier seine letzte Formel-1-Saison bestritt, und Pierluigi Martini. Ungeachtet des im Vergleich zum HB III deutlich stärkeren Motors konnte Minardi 1994 nicht an die Leistungen des Vorjahres anknüpfen. Beide Fahrer kamen mit dem alten Wagen jeweils einmal in die Punkteränge – Martini wurde in Spanien Fünfter und Alboreto in Monaco Sechster –; mit dem M194 konnte dagegen nur noch zwei Meisterschaftspunkte eingefahren werden, als Martini in Frankreich Fünfter wurde. In der gesamten zweiten Hälfte der Saison erzielten die Fahrer dagegen keine Punkte mehr. Mit fünf Punkten beendete Minardi die Saison auf Rang 10 der Konstrukteurswertung. Damit lag es das Team vor Larrousse und Simtek. 
Für die Saison 1995 brachte die zwei Jahre zurückliegende Beziehung zu TWR für Minardi einen Rückschlag. Minardi hatte sich für 1995 vertraglich Zehnzylindermotoren von Mugen gesichert. Walkinshaw wollte diese Motoren aber zu der von ihm kontrollierten Équipe Ligier umleiten, die ihrerseits die dort bisher verwendeten Renault-Motoren an Benetton abgegeben hatte. Mit der Androhung von Vollstreckungsmaßnahmen wegen unbezahlter Rechnungen aus der Saison 1993 bewegte Walkinshaw Minardi im Spätherbst 1994 dazu, auf die Mugen-Motoren zu verzichten. Minardi musste daraufhin die Saison 1995 mit Cosworth-Kundenmotoren vom Typ ED bestreiten.

### 1994: Footwork

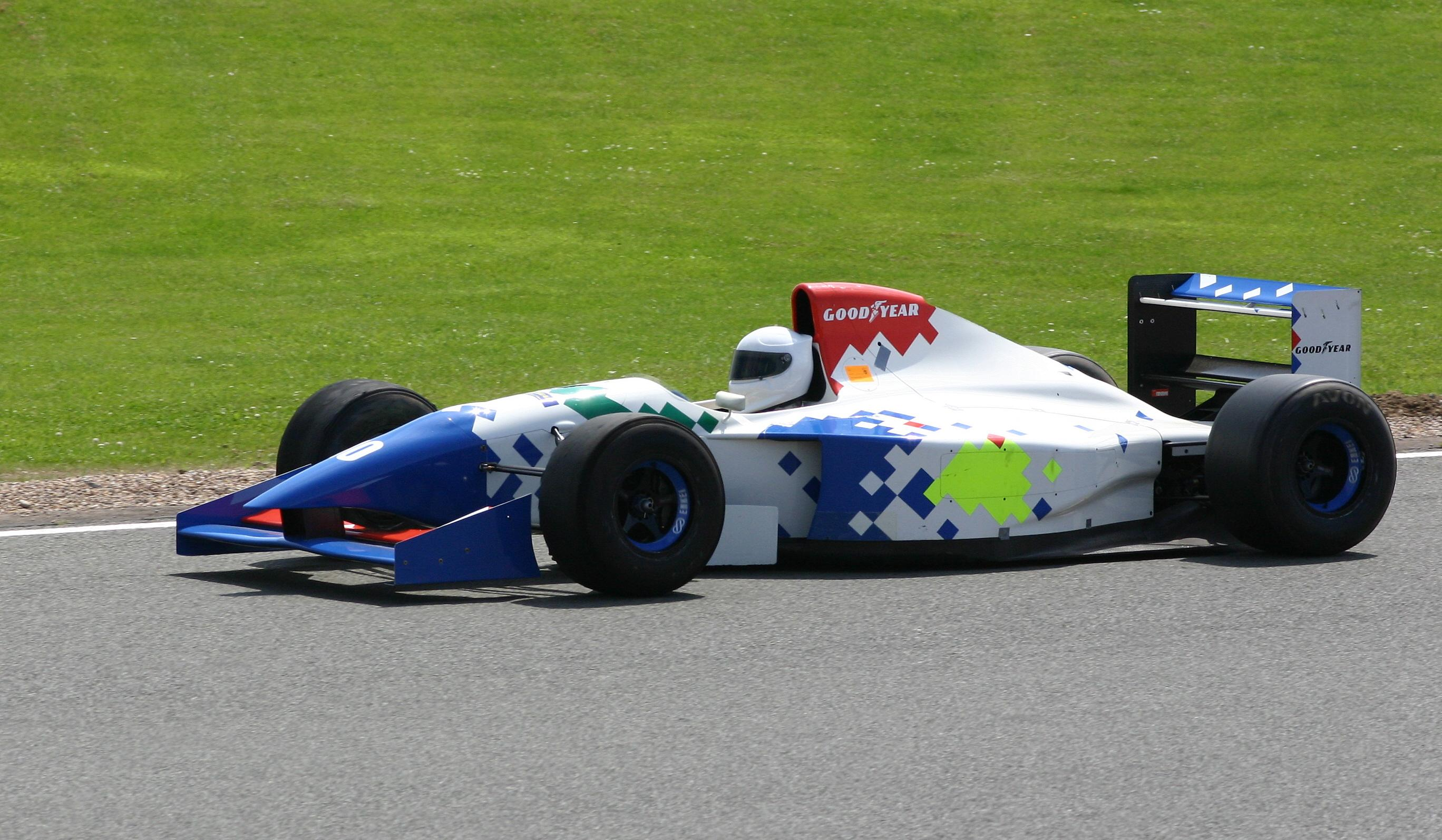
Footwork FA15 (1994)

Das seit 1991 unter der Bezeichnung Footwork antretende Team Arrows hatte 1992 und 1993 Zehnzylindermotoren von Mugen eingesetzt, die auf Honda-Konstruktionen zurückzuführen waren. Für die Saison 1994 gingen die Mugen-Motoren exklusiv an das Team Lotus, das bis dahin Cosworth-HB-Achtzylinder eingesetzt hatte. Footwork griff daraufhin als Notlösung für 1994 auf die HB-Motoren zurück. In dem von Alan Jenkins konstruierten Footwork FA15 kamen anfänglich Motoren der Serie HB VII zum Einsatz, die im Sommer durch HB-VIII-Versionen abgelöst wurden. Fahrer waren Christian Fittipaldi und Gianni Morbidelli. Beide qualifizierten sich wiederholte für Plätze im ersten Drittel des Starterfelds, kamen aber insgesamt nur viermal in den Punkterängen ins Ziel. Fittipaldi wurde beim Großen Preis des Pazifiks und in Deutschland Vierter, Morbidelli wurde in Deutschland Fünfter und in Belgien Sechster. Morbidelli fiel zwölfmal aus. Am Ende des Jahres lag Footwork mit neun Punkten auf Rand neun der Konstrukteurswertung. Für die Saison 1995 wechselte Footwork zu Motoren auf neu konstruierte Achtzylindermotoren von Hart. 

### 1994: Larrousse

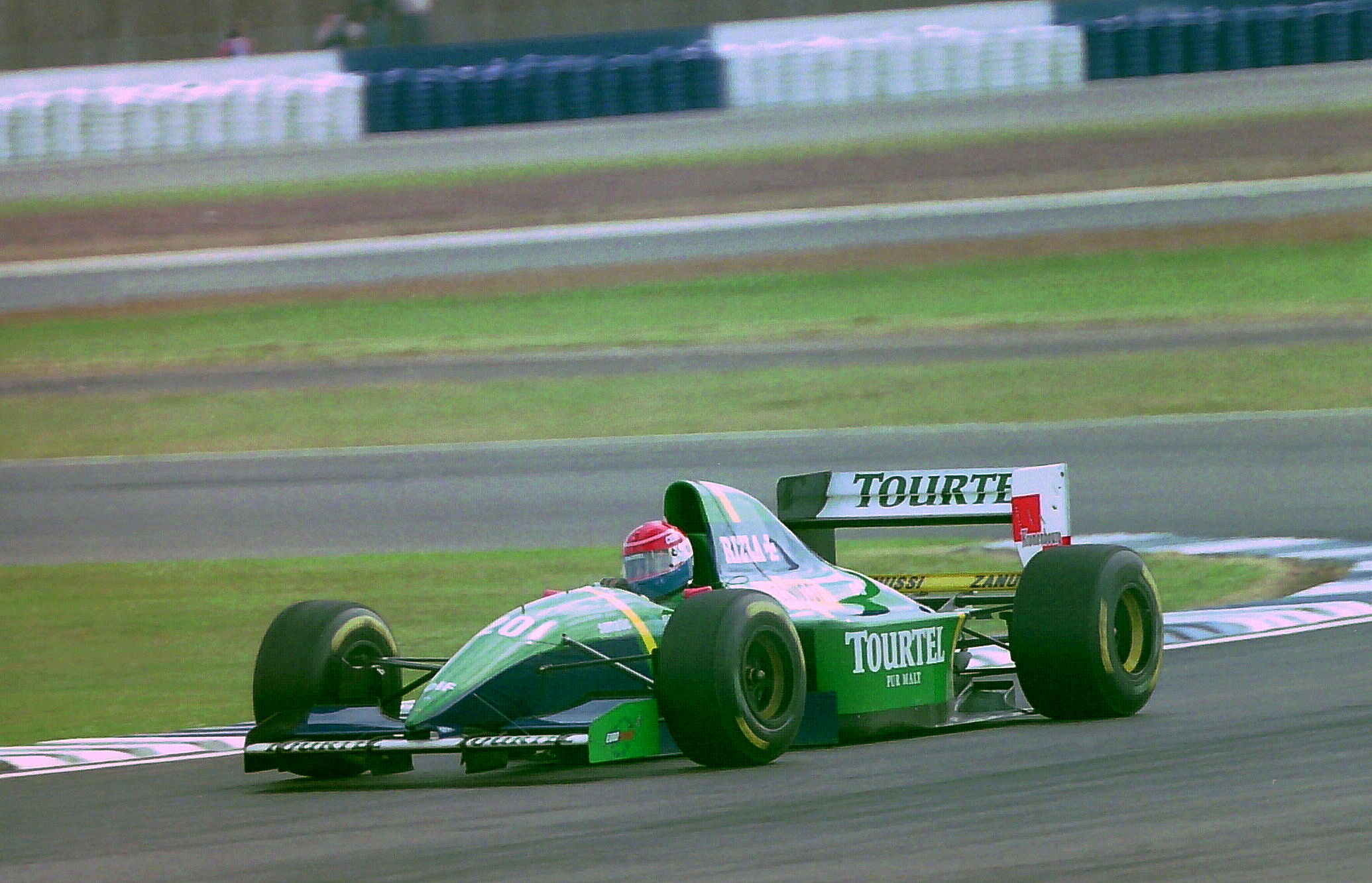
Larrousse LH94 (1994)

Das französische Larrousse-Team hatte von 1989 bis 1993 (ausgenommen war nur 1991) Zwölfzylindermotoren von Lamborghini eingesetzt. Nachdem Lamborghinis intensive Bemühungen, für 1994 Motorenpartner von McLaren zu werden, überraschend gescheitert waren – Mclaren hatte sich für Peugeot-Motoren entschieden –, stellte das italienische Unternehmen, das seinerzeit zum US-amerikanischen Chrysler-Konzern gehörte, Ende 1993 das Motorenprogramm vollständig ein. Teamchef Gérard Larrousse bemühte sich daraufhin, als Juniorpartner neben McLaren Peugeot-Motoren zu erhalten; McLarens Teamchef Ron Dennis bestand allerdings auf einem exklusiven Motorenvertrag. Larrousse musste deshalb für die Saison 1994 auf Kundenmotoren von Cosworth ausweichen. Wie bei Minardi waren anfänglich HB-VII-Motoren, ab dem Großen Preis von Deutschland dann HB-VIII-Motoren im Einsatz. Der Larrousse LH94 war eine an die Achtzylindermotoren angepasste Version des letztjährigen LH93, der seinerseits auf eine Robin-Herd-Konstruktion von 1992 zurückging. Larrousse übernahm für den LH94 das Getriebe und die Hinterachse des Benetton B193 von 1993.
Das finanziell stark angeschlagene Team begann die Saison mit den Fahrern Érik Comas und Olivier Beretta. Comas beendete den Großen Preis des Pazifiks und den Großen Preis von Deutschland jeweils als Sechster; das waren die einzigen Punkte, die Larrousse in diesem Jahr einfuhr. Ab dem Großen Preis von Belgien wurde eine Reihe von Paydrivern eingesetzt, deren Zahlungen das Team am Leben hielten. Philippe Alliot, Yannick Dalmas, Hideki Noda und Jean-Denis Delétraz lösten sich bei Larrousse ab. Mit ihnen fiel Larrousse stark ab. Nur Dalmas kam mit dem Auto noch einmal ins Ziel. Am Ende der Saison lag Larrousse hinter Footwork und Minardi auf Platz 11 der Konstrukteurswertung. Das Team war zum Jahresende zahlungsunfähig. Es gab noch eine Meldung für 1995 mit Cosworth-ED-Motoren ab, trat letztlich aber nicht mehr an.

### 1994: Simtek

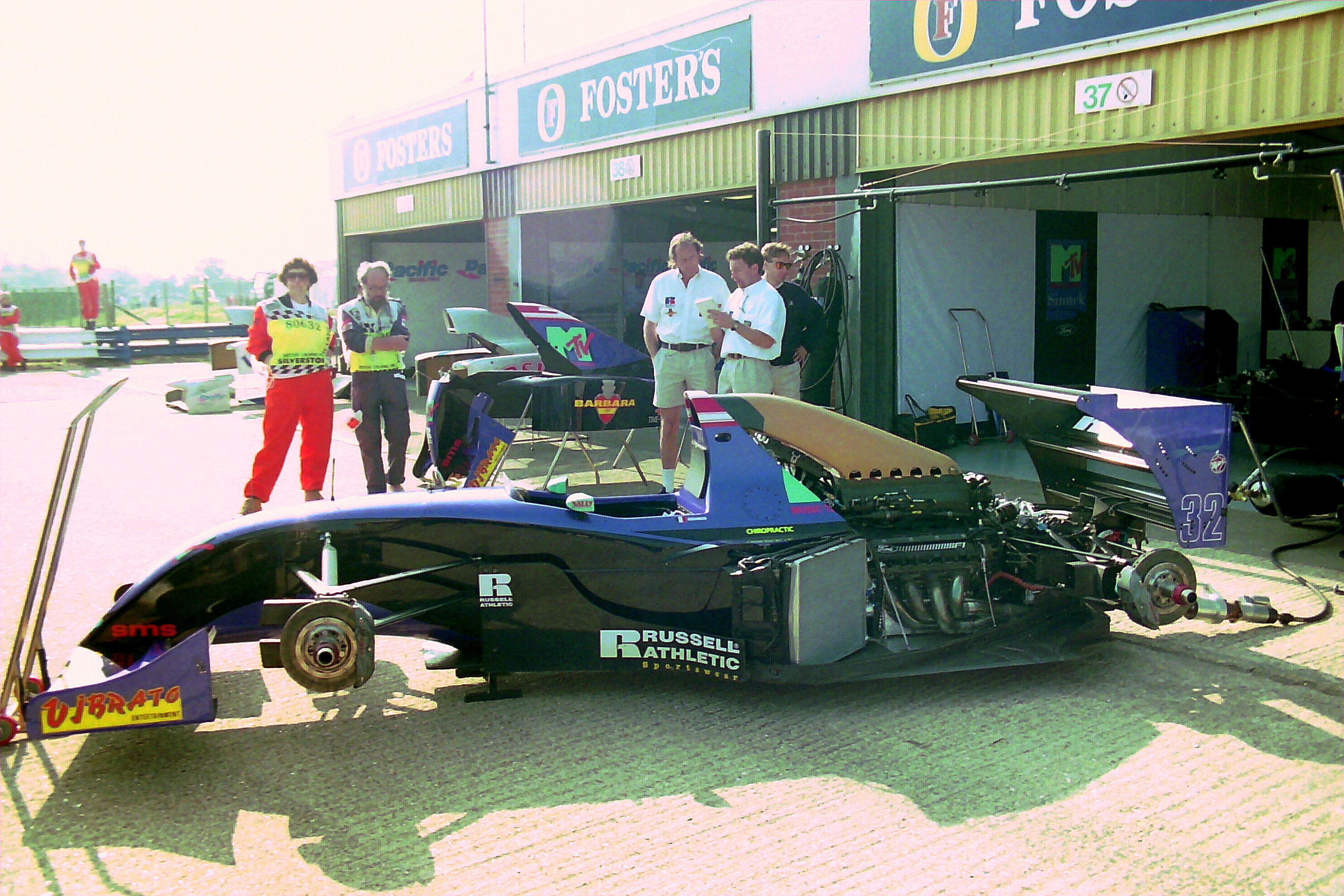
Der HB VI in einem Simtek S941 beim Großen Preis von Großbritannien 1994

Nick Wirths Team Simtek debütierte 1994 in der Formel 1. Simtek war in erster Linie ein Konstruktionsbüro, das seit 1991 als Auftragsarbeit bereits mehrere Formel-1-Rennwagen entwickelt hatte, von denen allerdings nur die 1992er Version als Andrea Moda S921 tatsächlich im Rennbetrieb erschien. Ein überarbeitetes Modell sollte 1993 vom Team Bravo España eingesetzt werden. Nachdem das spanische Projekt kurz vor Saisonbeginn gescheitert war, entschloss sich Nick Wirth zum Einsatz eines eigenen Werksteams ab 1994. Simtek war neben dem weiteren Debütanten Pacific Racing in diesem Jahr das am schwächsten finanzierte Team.  Während Simteks bisherige Konstruktionen für Andrea Moda und Bravo auf den Judd-GV-Zehnzylindermotor zugeschnitten waren, stand dem Werksteam 1994 diese Möglichkeit nicht mehr offen, denn Judd hatte 1993 sein Kundenprogramm eingestellt, um sich exklusiv auf die Yamaha-Motoren für Tyrrell zu konzentrieren. Deshalb ging der zum S941 weiterentwickelte Wagen des Simtek-Werksteams 1994 mit einem Kunden-HB an den Start. In den Meldelisten wird üblicherweise der HB VI genannt; einzelne Quellen gehen demgegenüber davon aus, dass Simtek aus finanziellen Gründen tatsächlich die älteren, aber günstigeren HB-IV-Versionen ohne Ventilpneumatik verwendete. Das Team erlebte eine katastrophale erste Saison: Beim dritten Rennen des Jahres in Imola verunglückte der Simtek-Pilot Roland Ratzenberger tödlich, vier Wochen später erlitt sein Nachfolger Andrea Montermini in Spanien bei einem Unfall seinerseits Verletzungen. Das Team setzte die Saison mit den unerfahrenen Ersatzpiloten Jean-Marc Gounon, Domenico Schiattarella und Taki Inoue fort. Gounon erreichte zwar mit Platz neun in Frankreich das beste Ergebnis für Simtek in diesem Jahr. Der schnellste Fahrer aber war David Brabham im zweiten Simtek. Er qualifizierte sich zu jedem Rennen und konnte sich in der zweiten Saisonhälfte wiederholt auch gegen die mit jüngeren und stärkeren HB-Motoren fahrenden Piloten des etablierten Larrousse-Teams durchsetzen. Am Ende der Saison belegte Simtek den vorletzten Platz der Konstrukteurswertung vor Pacific.

## Der Cosworth HB bei Sportwagenrennen

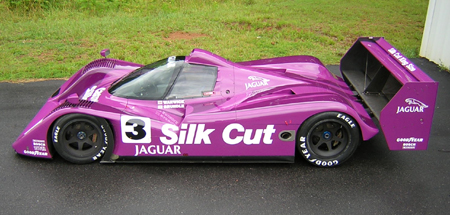
Jaguar XJR-14

Der Cosworth HB fand, anders als sein Vorgänger DFZ/DFR, kaum Verwendung außerhalb der Formel 1. Nachdem die FIA für die Saison 1991 der Sportwagen-Weltmeisterschaft im Rahmen umfassender Regeländerungen 3,5-Liter-Saugmotoren erlaubt hatte, konnten Aggregate aus der Formel 1 mit wenigen Änderungen übernommen werden. Entsprechend verbaute dann Tom Walkinshaw Racing einen HB-III-Motor in seinen Gruppe-C-Sportwagen Jaguar XJR-14. Die Autos gewannen das 430-km-Rennen von Monza 1991, das Silverstone und das 430-km-Rennen auf dem Nürburgring. Beim 24-Stunden-Rennen von Le Mans 1991 verzichtete Walkinshaw allerdings auf einen Einsatz der XJR-14, da man dem Motor einen 24-Stunden-Dauerbetrieb ohne Probleme nicht zutraute. 1992 wurden XJR-14 dann in der IMSA-GTP-Serie gefahren. Davy Jones gewann mit diesem Jaguar-Modell die Meisterschaftsläufe in Road Atlanta und Mid-Ohio.

## Statistik
| Saison                  | Team           | Chassis             | Motor | Nr.              | Fahrer | 1   | 2   | 3   | 4   | 5   | 6   | 7   | 8   | 9   | 10  | 11  | 12  | 13  | 14  | 15  | 16   | Punkte | Rang |
| ----------------------- | -------------- | ------------------- | ----- | ---------------- | ------ | --- | --- | --- | --- | --- | --- | --- | --- | --- | --- | --- | --- | --- | --- | --- | ---- | ------ | ---- |
| 1989                    |                |                     |       |                  |        |     |     |     |     |     |     |     |     |     |     |     |     |     |     |     |      |        |      |
| Benetton Formula        | Benetton B189  | HB I HB II          | 19    | A. Nannini       |        |     |     |     |     |     | DNF | 3   | DNF | DNF | 5   | DNF | 4   | DNF | 1   | 2   | 39   | 4      |      |
| Benetton Formula        | Benetton B189  | HB I HB II          | 20    | E. Pirro         |        |     |     |     |     |     |     |     | DNF | 8   | 10  | DNF | DNF | DNF | DNF | 5   | 39   | 4      |      |
| 1990                    |                |                     |       |                  |        |     |     |     |     |     |     |     |     |     |     |     |     |     |     |     |      |        |      |
| Benetton Formula        | Benetton B189  | HB III              | 19    | A. Nannini       | 10     | 11  |     |     |     |     |     |     |     |     |     |     |     |     |     |     | 71   | 3      |      |
| Benetton Formula        | Benetton B189  | HB III              | 20    | N. Piquet        | 4      | 6   |     |     |     |     |     |     |     |     |     |     |     |     |     |     | 71   | 3      |      |
| Benetton Formula        | Benetton B190  | HB III HB IV        | 19    | A. Nannini       |        |     | 3   | DNF | DNF | 4   | 16  | DNF | 2   | DNF | 4   | 8   | 6   | 3   |     |     | 71   | 3      |      |
| Benetton Formula        | Benetton B190  | HB III HB IV        | 19    | R. Moreno        |        |     |     |     |     |     |     |     |     |     |     |     |     |     | 2   | 7   | 71   | 3      |      |
| Benetton Formula        | Benetton B190  | HB III HB IV        | 20    | N. Piquet        |        |     | 5   | DSQ | 2   | 6   | 4   | 5   | DNF | 3   | 5   | 7   | 5   | DNF | 1   | 1   | 71   | 3      |      |
| 1991                    |                |                     |       |                  |        |     |     |     |     |     |     |     |     |     |     |     |     |     |     |     |      |        |      |
| Camel Benetton Ford     | Benetton B190B | HB IV               | 19    | R. Moreno        | DNF    | 7   |     |     |     |     |     |     |     |     |     |     |     |     |     |     | 38,5 | 4      |      |
| Camel Benetton Ford     | Benetton B190B | HB IV               | 20    | N. Piquet        | 3      | 5   |     |     |     |     |     |     |     |     |     |     |     |     |     |     | 38,5 | 4      |      |
| Camel Benetton Ford     | Benetton B191  | HB V                | 19    | R. Moreno        |        |     | 13  | 4   | DNF | 5   | DNF | DNF | 8   | 8   | 4   |     |     |     |     |     | 38,5 | 4      |      |
| Camel Benetton Ford     | Benetton B191  | HB V                | 19    | M. Schumacher    |        |     |     |     |     |     |     |     |     |     |     | 5   | 6   | 6   | DNF | DNF | 38,5 | 4      |      |
| Camel Benetton Ford     | Benetton B191  | HB V                | 20    | N. Piquet        |        |     | DNF | DNF | 1   | DNF | 8   | 5   | DNF | DNF | 3   | 5   | 6   | 11  | 7   | 4   | 38,5 | 4      |      |
| 7Up Team Jordan         | Jordan 191     | HB IV               | 32    | B. Gachot        | 10     | 13  | DNF | 8   | 5   | DNF | DNF | 6   | 6   | 9   |     |     |     |     |     |     | 13   | 5      |      |
| 7Up Team Jordan         | Jordan 191     | HB IV               | 32    | M. Schumacher    |        |     |     |     |     |     |     |     |     |     | DNF |     |     |     |     |     | 13   | 5      |      |
| 7Up Team Jordan         | Jordan 191     | HB IV               | 32    | R. Moreno        |        |     |     |     |     |     |     |     |     |     |     | DNF | 10  |     |     |     | 13   | 5      |      |
| 7Up Team Jordan         | Jordan 191     | HB IV               | 32    | A. Zanardi       |        |     |     |     |     |     |     |     |     |     |     |     |     | 9   | DNF | 9   | 13   | 5      |      |
| 7Up Team Jordan         | Jordan 191     | HB IV               | 33    | A. de Cesaris    | DNPQ   | DNF | DNF | DNF | 4   | 4   | 6   | DNF | 5   | 7   | 13  | 7   | 8   | DNF | DNF | 8   | 13   | 5      |      |
| 1992                    |                |                     |       |                  |        |     |     |     |     |     |     |     |     |     |     |     |     |     |     |     |      |        |      |
| Camel Benetton Ford     | Benetton B191B | HB VI HB VII        | 19    | M. Schumacher    | 4      | 3   | 3   |     |     |     |     |     |     |     |     |     |     |     |     |     | 91   | 3      |      |
| Camel Benetton Ford     | Benetton B191B | HB VI HB VII        | 20    | M. Brundle       | DNF    | DNF | DNF |     |     |     |     |     |     |     |     |     |     |     |     |     | 91   | 3      |      |
| Camel Benetton Ford     | Benetton B192  | HB VI HB VII        | 19    | M. Schumacher    |        |     |     | 2   | DNF | 4   | 2   | DNF | 4   | 3   | DNF | 1   | 3   | 7   | DNF | 2   | 91   | 3      |      |
| Camel Benetton Ford     | Benetton B192  | HB VI HB VII        | 20    | M. Brundle       |        |     |     | DNF | 4   | 5   | DNF | 3   | 3   | 4   | 5   | 4   | 2   | 4   | 3   | 3   | 91   | 3      |      |
| Team Lotus              | Lotus 102D     | HB V                | 11    | M. Häkkinen      | 9      | 6   | 10  | DNF | DNQ |     |     |     |     |     |     |     |     |     |     |     | 13   | 5      |      |
| Team Lotus              | Lotus 102D     | HB V                | 12    | J. Herbert       | 6      | 7   | DNF | DNF |     |     |     |     |     |     |     |     |     |     |     |     | 13   | 5      |      |
| Team Lotus              | Lotus 107      | HB V                | 11    | M. Häkkinen      |        |     |     |     |     | DNF | DNF | 4   | 6   | DNF | 4   | 6   | DNF | 5   | DNF | 7   | 13   | 5      |      |
| Team Lotus              | Lotus 107      | HB V                | 12    | J. Herbert       |        |     |     |     | DNF | DNF | DNF | 6   | DNF | DNF | DNF | 13  | DNF | DNF | DNF | 13  | 13   | 5      |      |
| Fondmetal               | Fondmetal GR01 | HB V                | 14    | A. Chiesa        | DNQ    | DNF | DNQ | DNF | DNQ | DNQ | DNQ |     | DNF |     |     |     |     |     |     |     | 0    | –      |      |
| Fondmetal               | Fondmetal GR01 | HB V                | 15    | G. Tarquini      | DNF    | DNF | DNF | DNF |     |     |     |     |     |     |     |     |     |     |     |     | 0    | –      |      |
| Fondmetal               | Fondmetal GR02 | HB V                | 14    | A. Chiesa        |        |     |     |     |     |     | DNQ |     | DNQ | DNQ |     |     |     |     |     |     | 0    | –      |      |
| Fondmetal               | Fondmetal GR02 | HB V                | 14    | E. van de Poele  |        |     |     |     |     |     |     |     |     |     | DNF | 10  | DNF |     |     |     | 0    | –      |      |
| Fondmetal               | Fondmetal GR02 | HB V                | 15    | G. Tarquini      |        |     |     |     | DNF | DNF | DNF | DNF | 14  | DNF | DNF | DNF | DNF |     |     |     | 0    | –      |      |
| 1993                    |                |                     |       |                  |        |     |     |     |     |     |     |     |     |     |     |     |     |     |     |     |      |        |      |
| Marlboro McLaren        | McLaren MP4/8  | HB V HB VII HB VIII | 7     | M. Andretti      | DNF    | DNF | DNF | DNF | 5   | 8   | 14  | 6   | DNF | DNF | DNF | 8   | 3   |     |     |     | 84   | 2      |      |
| Marlboro McLaren        | McLaren MP4/8  | HB V HB VII HB VIII | 7     | M. Häkkinen      |        |     |     |     |     |     |     |     |     |     |     |     |     | DNF | 3   | DNF | 84   | 2      |      |
| Marlboro McLaren        | McLaren MP4/8  | HB V HB VII HB VIII | 8     | A. Senna         | 2      | 1   | 1   | DNF | 2   | 1   | 18  | 4   | 5   | 4   | DNF | 4   | DNF | DNF | 1   | 1   | 84   | 2      |      |
| Camel Benetton Ford     | Benetton B193  | HB VII HB VIII      | 5     | M. Schumacher    | DNF    | 3   | DNF | 3   | 3   | DNF | 2   | 3   | 2   | 2   | DNF | 2   | DNF | 1   | DNF | DNF | 72   | 3      |      |
| Camel Benetton Ford     | Benetton B193  | HB VII HB VIII      | 6     | R. Patrese       | DNF    | DNF | 5   | DNF | 4   | DNF | DNF | 10  | 3   | 5   | 2   | 6   | 5   | 16  | DNF | 8   | 72   | 3      |      |
| Team Lotus              | Lotus 107B     | HB V HB VI          | 11    | A. Zanardi       | DNF    | 6   | 8   | DNF | 14  | 7   | 11  | DNF | DNF | DNF | DNF | DNS |     |     |     |     | 12   | 5      |      |
| Team Lotus              | Lotus 107B     | HB V HB VI          | 11    | P. Lamy          |        |     |     |     |     |     |     |     |     |     |     |     | 11  | DNF | 13  | DNF | 12   | 5      |      |
| Team Lotus              | Lotus 107B     | HB V HB VI          | 12    | J. Herbert       | DNF    | 4   | 4   | 8   | DNF | DNF | 10  | DNF | 4   | 10  | DNF | 5   | DNF | DNF | 11  | DNF | 12   | 5      |      |
| Minardi Team            | Minardi M193   | HB III              | 23    | C. Fittipaldi    | 4      | DNF | 7   | DNF | 8   | 5   | 9   | 8   | 12  | 11  | DNF | DNF | 8   | 9   |     |     | 7    | 8      |      |
| Minardi Team            | Minardi M193   | HB III              | 23    | J.-M. Gounon     |        |     |     |     |     |     |     |     |     |     |     |     |     |     | DNF | DNF | 7    | 8      |      |
| Minardi Team            | Minardi M193   | HB III              | 24    | F. Barbazza      | DNF    | DNF | 6   | 6   | DNF | 11  | DNF | DNF |     |     |     |     |     |     |     |     | 7    | 8      |      |
| Minardi Team            | Minardi M193   | HB III              | 24    | P. Martini       |        |     |     |     |     |     |     |     | DNF | 14  | DNF | DNF | 7   | 8   | 10  | DNF | 7    | 8      |      |
| 1994                    |                |                     |       |                  |        |     |     |     |     |     |     |     |     |     |     |     |     |     |     |     |      |        |      |
| Footwork                | Footwork FA15  | HB VII HB VIII      | 9     | C. Fittipaldi    | DNF    | 4   | 13  | DNF | DNF | DSQ | 8   | 9   | 4   | 14  | DNF | DNF | 8   | 17  | 8   | 8   | 9    | 9      |      |
| Footwork                | Footwork FA15  | HB VII HB VIII      | 10    | G. Morbidelli    | DNF    | DNF | DNF | DNF | DNF | DNF | DNF | DNF | 5   | DNF | 6   | DNF | 9   | 11  | DNF | DNF | 9    | 9      |      |
| Minardi Scuderia Italia | Minardi M193B  | HB VII              | 23    | P. Martini       | 8      | DNF | DNF | DNF | 5   |     |     |     |     |     |     |     |     |     |     |     | 5    | 10     |      |
| Minardi Scuderia Italia | Minardi M193B  | HB VII              | 24    | M. Alboreto      | DNF    | DNF | DNF | 6   | DNF |     |     |     |     |     |     |     |     |     |     |     | 5    | 10     |      |
| Minardi Scuderia Italia | Minardi M194   | HB VII HB VIII      | 23    | P. Martini       |        |     |     |     |     | 9   | 5   | 10  | DNF | DNF | 8   | DNF | 12  | 15  | DNF | 9   | 5    | 10     |      |
| Minardi Scuderia Italia | Minardi M194   | HB VII HB VIII      | 24    | M. Alboreto      |        |     |     |     |     | 11  | DNF | DNF | DNF | 7   | 9   | DNF | 13  | 14  | DNF | DNF | 5    | 10     |      |
| Tourtel Larrousse F1    | Larrousse LH94 | HB VII HB VIII      | 19    | O. Beretta       | DNF    | DNF | DNF | 8   | DNF | DNF | DNF | 14  | 7   | 9   |     |     |     |     |     |     | 2    | 11     |      |
| Tourtel Larrousse F1    | Larrousse LH94 | HB VII HB VIII      | 19    | P. Alliot        |        |     |     |     |     |     |     |     |     |     | DNF |     |     |     |     |     | 2    | 11     |      |
| Tourtel Larrousse F1    | Larrousse LH94 | HB VII HB VIII      | 19    | Y. Dalmas        |        |     |     |     |     |     |     |     |     |     |     | DNF | 14  |     |     |     | 2    | 11     |      |
| Tourtel Larrousse F1    | Larrousse LH94 | HB VII HB VIII      | 19    | H. Noda          |        |     |     |     |     |     |     |     |     |     |     |     |     | DNF | DNF | DNF | 2    | 11     |      |
| Tourtel Larrousse F1    | Larrousse LH94 | HB VII HB VIII      | 20    | E. Comas         | 9      | 6   | DNF | 10  | DNF | DNF | DNF | DNF | 6   | 8   | DNF | 8   | DNF | DNF | 9   |     | 2    | 11     |      |
| Tourtel Larrousse F1    | Larrousse LH94 | HB VII HB VIII      | 20    | J.-D. Delétraz   |        |     |     |     |     |     |     |     |     |     |     |     |     |     |     | DNF | 2    | 11     |      |
| MTV Simtek              | Simtek S941    | HB VI               | 31    | D. Brabham       | 12     | DNF | DNF | DNF | 10  | 14  | DNF | 15  | DNF | 11  | DNF | DNF | DNF | DNF | 12  | DNF | 0    | –      |      |
| MTV Simtek              | Simtek S941    | HB VI               | 32    | R. Ratzenberger  | DNQ    | 11  | DNS |     |     |     |     |     |     |     |     |     |     |     |     |     | 0    | –      |      |
| MTV Simtek              | Simtek S941    | HB VI               | 32    | A. Montermini    |        |     |     |     | DNQ |     |     |     |     |     |     |     |     |     |     |     | 0    | –      |      |
| MTV Simtek              | Simtek S941    | HB VI               | 32    | J.-M. Gounon     |        |     |     |     |     |     | 9   | 16  | DNF | DNF | 11  | DNF | 15  |     |     |     | 0    | –      |      |
| MTV Simtek              | Simtek S941    | HB VI               | 32    | D. Schiattarella |        |     |     |     |     |     |     |     |     |     |     |     |     | 19  |     | DNF | 0    | –      |      |
| MTV Simtek              | Simtek S941    | HB VI               | 32    | T. Inoue         |        |     |     |     |     |     |     |     |     |     |     |     |     |     | DNF |     | 0    | –      |      |